# Danh sách khu vực bầu cử của Chúng Nghị viện

Bản đồ thể hiện các khu vực bầu cử của Chúng Nghị viện Nhật Bản, áp dụng từ năm 2022.

Tính đến  năm 2024, Hạ viện Nhật Bản được bầu chọn từ sự kết hợp của các khu vực nhiều thành viên và các khu vực một thành viên, một phương thức được gọi là bỏ phiếu song song. Hiện tại, 176 thành viên được bầu từ 11 khu vực có nhiều thành viên (được gọi là khối đại diện tỷ lệ hoặc khối bỏ phiếu song song) bởi một hệ thống danh sách đảng theo tỷ lệ đại diện và 289 thành viên được bầu từ các đơn vị bầu cử thành viên, với tổng số 465. Do đó, cần có 233 ghế cho đa số. Mỗi khối bỏ phiếu song song bao gồm một hoặc nhiều khu, và mỗi tỉnh được chia thành một hoặc nhiều khu đơn lẻ. Nhìn chung, các khu của khối tương ứng với các khu vực chính của Nhật Bản, với một số khu vực lớn hơn (như Kantō) được chia nhỏ.

## Lịch sử
Cho đến cuộc tổng tuyển cử năm 1993, tất cả các thành viên của Hạ viện đều được bầu ở các khu vực bầu cử nhiều thành viên bằng một lá phiếu duy nhất không thể chuyển nhượng. Dự thảo luật ban đầu do liên minh chống LDP của Thủ tướng Hosokawa Morihiro thực hiện năm 1993 bao gồm bỏ phiếu theo danh sách đảng theo tỷ lệ trên quy mô toàn quốc, số lượng ghế theo tỷ lệ và quận bằng nhau (mỗi ghế 250) và khả năng bỏ phiếu theo tỷ lệ. Tuy nhiên, dự luật đã bị đình trệ trong Chúng Nghị viện. Luật cải cách bầu cử cuối cùng đã được thông qua vào năm 1994. Lần đầu tiên nó được áp dụng trong cuộc bầu cử chung năm 1996.

## Phân chia lại và tái phân bổ
Các sửa đổi đối với luật bầu cử vào năm 2002 và 2013 đã thay đổi ranh giới của các khu đơn thành viên và phân bổ lại số ghế giữa các khu (+5/-5 năm 2002; + 0/-5 năm 2013, dẫn đến thay đổi ròng -5 số ghế trong quận tại Hạ viện là 295 và tổng số ghế là 475). Biên giới của các khối tỷ lệ khu vực chưa bao giờ thay đổi, nhưng tỷ lệ số ghế đối với các khối tỷ lệ khu vực đã thay đổi vào năm 2000 sau khi số lượng ghế theo tỷ lệ đã giảm từ 200 xuống 180 (giảm tổng số ghế trong hạ viện từ 500 xuống còn 480), và vào năm 2002 tái phân bổ.
Một sự tái phân bổ khác đã được Quốc hội Nhật Bản thông qua vào tháng 6 năm 2017. Trong phân khúc đa số, nó sẽ thay đổi 97 khu 19 qukhusáu quận bị loại bỏ mà không cần thay thế (mỗi quận ở Aomori, Iwate, Mie, Nara, Kumamoto và Kagoshima). phân khúc tỷ lệ thuận, bốn "khối" mỗi "khối" mất một ghế (Tōhoku, Bắc Kantō, Kinki, Kyūshū). Do đó, số ghế của đảng đa số giảm xuống còn 289, số ghế theo tỷ lệ xuống còn 176, tổng thể Hạ viện giảm xuống còn 465.. Cải cách có hiệu lực một tháng sau khi ban hành, tức từ năm 2017.

## Khối Hokkaidō (8 khối ghế)
Khu vực bầu cử của khối Hokkaidō (比例北海道ブロック) bầu 8 thành viên theo tỷ lệ và chỉ bao gồm tỉnh Hokkaidō, được chia thành 12 khu vực đơn thành viên.

### Hokkaidō(12 khu)
| Khu    | Các khu vực bao gồm | Số lượng cử tri | Đại diện hiện tại | Đại diện hiện tại | Đảng đại diện | Bản đồ |
| ------ | --- | --------------- | ----------------- | ----------------- | ------------- | ------ |
| Khu 1  | Sapporo, các quận Chūō-ku, Minami-ku, một phần của các quận Nishi-ku và Kita-ku | 453.694         | Michishita Daiki  |                   | CDP           |        |
| Khu 1  | - Yokomichi Takahiro - Nghị trưởng Chúng Nghị viện - Đảng Dân chủ - 1996-2009 |                 |                   |                   |               |        |
| Khu 2  | Sapporo, quận Higashi-ku và một phần quận Kita-ku | 461.188         | Matsuki Kenkō     |                   | CDP           |        |
| Khu 2  | - Yoshikawa Takamori - Bộ trưởng Nông nghiệp, Lâm nghiệp và Thủy sản - Đảng Dân chủ Tự do - 2000, 2012-2017 - Mitsui Wakio - Bộ trưởng Y tế, Lao động và Phúc lợi - Đảng Dân chủ - 2003-2009 |                 |                   |                   |               |        |
| Khu 3  | Sapporo, các quận Toyohira-ku, Kiyota-ku và một phần của quận Shiroishi-ku | 460.101         | Arai Yutaka       |                   | CDP           |        |
| Khu 3  | - Arai Satoshi - Bộ trưởng Nội các Đặc trách - Đảng Dân chủ - 2000-2003, 2009, 2017 |                 |                   |                   |               |        |
| Khu 4  | Sapporo, quận Teine-ku và một phần của quận Nishi-ku Thành phố Otaru và Ishikari Phó tỉnh Shiribeshi                                                                                         | 410.449         | Otsuki Kureha     |                   | CDP           |        |
| Khu 4  | - Hachiro Yoshio - Bộ trưởng Kinh tế, Thương mại và Công nghiệp - Đảng Dân chủ - 2003-2009                                                                                                   |                 |                   |                   |               |        |
| Khu 5  | Sapporo, quận Atsubetsu-ku, một phần của quận Shiroishi-ku Thành phố Chitose, Ebetsu, Eniwa và Kitahiroshima Phó tỉnh Ishikari                                                               | 434.051         | Ikeda Maki        |                   | CDP           |        |
| Khu 5  | - Machimura Nobutaka - Nghị trưởng Chúng Nghị viện - Đảng Dân chủ Tự do - 1996-2005 và 2010-2014                                                                                             |                 |                   |                   |               |        |
| Khu 6  | Thành phố Asahikawa, Furano, Nayoro và Shibetsu Phó tỉnh Kamikawa | 411.625         | Azuma Kuniyoshi   |                   | LDP           |        |
| Khu 6  | --- |                 |                   |                   |               |        |
| Khu 7  | Thành phố Kushiro và Nemuro Phó tỉnh Kushiro và phó tỉnh Nemuro | 250.316         | Suzuki Takako     |                   | LDP           |        |
| Khu 7  | --- |                 |                   |                   |               |        |
| Khu 8  | Thành phố Hakodate và Hokuto Phó tỉnh Hiyama và phó tỉnh Oshima | 357.202         | Ōsaka Seiji       |                   | CDP           |        |
| Khu 8  | - Hachiro Yoshio - Bộ trưởng Kinh tế, Thương mại và Công nghiệp - Đảng Dân chủ - 1996-2000                                                                                                   |                 |                   |                   |               |        |
| Khu 9  | Thành phố Date, Muroran, Noboribetsu và Tomakomai Phó tỉnh Hidaka và phó tỉnh Iburi | 378.624         | Yamaoka Tatsumaru |                   | CDP           |        |
| Khu 9  | - Hatoyama Yukio - Thủ tướng - Đảng Dân chủ - 1996-2009 |                 |                   |                   |               |        |
| Khu 10 | Thành phố Akabira, Ashibetsu, Bibai, Fukagawa, Iwamizawa, Mikasa, Rumoi, Sunagawa, Takikawa và Utashinai Phó tỉnh Rumoi và phó tỉnh Sorachi                                                  | 280.307         | Kamiya Hiroshi    |                   | CDP           |        |
| Khu 10 | - Kodaira Tadamasa - Chủ tịch Ủy ban Công an Quốc gia - 1996-2009 |                 |                   |                   |               |        |
| Khu 11 | Thành phố Obihiro Phó tỉnh Tokachi | 282.332         | Ishikawa Kaori    |                   | CDP           |        |
| Khu 11 | - Nakagawa Shōichi - Bộ trưởng Tài chính - Đảng Dân chủ Tự do - 1996-2005 |                 |                   |                   |               |        |
| Khu 12 | Các thành phố Abashiri, Kitami, Monbetsu và Wakkanai Phó tỉnh Okhotsk và tiểu khu Sōya | 283.107         | Takebe Arata      |                   | LDP           |        |
| Khu 12 | - Takebe Tsutomu - Bộ trưởng Nông nghiệp, Lâm nghiệp và Thủy sản - Đảng Dân chủ Tự do - 1996-2005                                                                                            |                 |                   |                   |               |        |

## Khối Tōhoku (13 khối ghế)
Khu vực bầu cử khối cho Tōhoku (比例東北ブロック)  bầu 14 thành viên theo tỷ lệ tương ứng với khu vực Tōhoku.

### Akita(3 khu)
| Khu   | Các khu vực bao gồm | Số lượng cử tri | Đại diện hiện tại  | Đại diện hiện tại | Đảng đại diện | Bản đồ |
| ----- | --- | --------------- | ------------------ | ----------------- | ------------- | ------ |
| Khu 1 | Thành phố Akita | 260.836         | Togashi Hiroyuki   |                   | LDP           |        |
| Khu 1 | --- |                 |                    |                   |               |        |
| Khu 2 | Các thành phố Katagami, Kazuno, Kitaakita, Noshiro, Ōdate và Oga Các huyện Kazuno, Kitaakita, Minamiakita và Yamamoto                                  | 255.369         | Midorikawa Takashi |                   | CDP           |        |
| Khu 2 | - Norota Hōsei - Giám đốc Cơ quan Quốc phòng - Đảng Dân chủ Tự do - 1996-2005 - Kaneda Katsutoshi - Bộ trưởng Tư pháp - Đảng Dân chủ Tự do - 2012-2017 |                 |                    |                   |               |        |
| Khu 3 | Các thành phố Daisen, Nikaho, Semboku, Yokote, Yuryhonjō và Yuzawa Các huyện Ogachi và Senboku                                                         | 316.428         | Muraoka Toshihide  |                   | DPP           |        |
| Khu 3 | - Muraoka Kanezō - Chánh Văn phòng Nội các - Đảng Dân chủ Tự do - 1996-2000                                                                            |                 |                    |                   |               |        |

### Aomori(3 khu)
| Khu   | Các khu vực bao gồm | Số lượng cử tri | Đại diện hiện tại | Đại diện hiện tại | Đảng đại diện | Bản đồ |
| ----- | --- | --------------- | ----------------- | ----------------- | ------------- | ------ |
| Khu 1 | Thành phố Aomori và Mutsu Các huyện Higashitsugaru, Shimokita và một phần huyện Kamikita | 338.948         | Tsushima Jun      |                   | LDP           |        |
| Khu 1 | - Eto Akinori - Bộ trưởng Quốc phòng - Đảng Dân chủ Tự do - 2021 |                 |                   |                   |               |        |
| Khu 2 | Thành phố Hachinohe, Misawa và Towada Một phần huyện Shimokita | 386.599         | Kanda Jun'ichi    |                   | LDP           |        |
| Khu 2 | - Eto Akinori - Bộ trưởng Quốc phòng - Đảng Dân chủ Tự do - 1996 - Mimura Shingo - Thống đốc Aomori - Độc lập - 2000 - Ōshima Tadamori - Nghị trưởng Chúng Nghị viện - Đảng Dân chủ Tự do - 2017 |                 |                   |                   |               |        |
| Khu 3 | Thành phố Hirakawa, Hirosaki, Goshogawara, Kuroishi và Tsugaru Các huyện Kitatsugaru, Minamitsugaru, Nakatsugaru và Nishitsugaru                                                                 | 344.106         | Okada Hanako      |                   | CDP           |        |
| Khu 3 | - Ōshima Tadamori - Nghị trưởng Chúng Nghị viện - Đảng Dân chủ Tự do - 1996-2014 |                 |                   |                   |               |        |

### Fukushima(4 khu)
| Khu                                                                                                 | Các khu vực bao gồm | Số lượng cử tri | Đại diện hiện tại | Đại diện hiện tại | Đảng đại diện | Bản đồ |
| --------------------------------------------------------------------------------------------------- | --- | --------------- | ----------------- | ----------------- | ------------- | ------ |
| Khu 1                                                                                               | Các thành phố Date, Fukushima, Motomiya và Nihonmatsu Các huyện Date và Sōma | 389.027         | Kaneko Megumi     |                   | CDP           |        |
| Khu 1                                                                                               | --- |                 |                   |                   |               |        |
| Khu 2                                                                                               | Các thành phố Kōriyama, Sukagawa và Tamura Các huyện Iwase, Ishikawa và Tamura | 431.889         | Genba Kōichirō    |                   | CDP           |        |
| Khu 2                                                                                               | - Nemoto Takumi - Bộ trưởng Y tế, Lao động và Phúc lợi - Đảng Dân chủ Tự do - 1996-2005, 2012-2024 - Genba Kōichirō - Bộ trưởng Ngoại giao - Đảng Dân chủ -> Độc lập -> Đảng Dân chủ Lập hiến - 2024-nay |                 |                   |                   |               |        |
| Khu 3                                                                                               | Các thành phố Aizuwakamatsu, Kitakata và Shirakawa Các huyện Higashishirakawa, Kawanuma, Minamiaizu, Nishishirakawa, Ōnuma và Yama                                                                       | 334.482         | Oguma Shinji      |                   | CDP           |        |
| Khu 3                                                                                               | - Genba Kōichirō - Bộ trưởng Ngoại giao - Đảng Dân chủ -> Độc lập -> Đảng Dân chủ Lập hiến - 2000-2024                                                                                                   |                 |                   |                   |               |        |
| Khu 4                                                                                               | Các thành phố Iwaki, Minamisōma và Sōma Các huyện Futaba và Sōma | 408.290         | Sakamoto Ryūtarō  |                   | LDP           |        |
| Khu 4                                                                                               | - Watanabe Kōzō - Bộ trưởng Kinh tế, Thương mại và Công nghiệp - Đảng Tân tiến -> Độc lập -> Đảng Dân chủ - 1996-2009                                                                                    |                 |                   |                   |               |        |
| - Yoshino Masayoshi - Bộ trưởng Tái thiết - Độc lập - Khu 5, 2000, 2005, 2014-nay (khu đã giải tán) | |                 |                   |                   |               |        |

### Iwate(3 khu)
| Khu   | Các khu vực bao gồm | Số lượng cử tri | Đại diện hiện tại | Đại diện hiện tại | Đảng đại diện | Bản đồ |
| ----- | --- | --------------- | ----------------- | ----------------- | ------------- | ------ |
| Khu 1 | Thành phố Morioka Huyện Shiwa | 292.500         | Shina Takeshi     |                   | CDP           |        |
| Khu 1 | - Tasso Takuya - Thống đốc Iwate - Đảng Tân tiến -> Đảng Tự do -> Đảng Dân chủ - 1996-2005                                                                      |                 |                   |                   |               |        |
| Khu 2 | Các thành phố Hachimantai, Kamaishi, Kuji, Miyako, Ninohe, Ofunato, Rikuzentakata, Takizawa và Tōno Các huyện Iwate, Kamihei, Kesen, Kunohe, Ninohe và Shimohei | 364.234         | Suzuki Shunichi   |                   | LDP           |        |
| Khu 2 | - Suzuki Shunichi - Bộ trưởng Tài chính - Đảng Dân chủ Tự do - 1996-2005, 2012-nay                                                                              |                 |                   |                   |               |        |
| Khu 3 | Các thành phố Hanamaki, Ichinoseki, Kitakami, và Oshu Các huyện Isawa, Nishiiwai và Waga                                                                        | 374.393         | Ozawa Ichirō      |                   | CDP           |        |
| Khu 3 | - Ozawa Ichirō - Chủ tịch Ủy ban Công an Quốc gia - Đảng Dân chủ - 2017, 2024                                                                                   |                 |                   |                   |               |        |

### Miyagi(5 khu)
| Khu | Các khu vực bao gồm | Số lượng cử tri | Đại diện hiện tại   | Đại diện hiện tại | Đảng đại diện | Bản đồ |
| --- | --- | --------------- | ------------------- | ----------------- | ------------- | ------ |
| Khu 1 | Sendai, các quận Aoba-ku và Taihaku-ku | 445.778         | Okamoto Akiko       |                   | CDP           |        |
| Khu 1 | - Aichi Kazuo - Bộ trưởng Quốc phòng - Đảng Tân tiến - 1996 |                 |                     |                   |               |        |
| Khu 2 | Sendai, các quận Izumi-ku, Miyagino-ku và Wakabayashi-ku | 456.564         | Kamata Sayuri       |                   | CDP           |        |
| Khu 2 | - Akiba Kenya - Bộ trưởng Tái thiết - Đảng Dân chủ Tự do - 2005, 2012-2017                                                                                       |                 |                     |                   |               |        |
| Khu 3 | Các thành phố Iwanuma, Kakuda, Natori, và Shiroishi Các huyện Igu, Katta, Shibata, và Watari                                                                     | 282.793         | Yanagisawa Tsuyoshi |                   | CDP           |        |
| Khu 3 | - Mitsuzuka Hiroshi - Bộ trưởng Tài chính - Đảng Dân chủ Tự do - 1996-2000 - Nishimura Akihiro - Bộ trưởng Môi trường - Đảng Dân chủ Tự do - 2003-2005, 2012-nay |                 |                     |                   |               |        |
| Khu 4 | Các thành phố Higashimatsushima, Ishinomaki, Shiogama, Tagajō và Tomiya Các huyện Kurokawa, Miyagi và Oshika                                                     | 388.880         | Azumi Jun           |                   | CDP           |        |
| Khu 4 | - Itō Sōichirō - Bộ trưởng Quốc phòng - Đảng Dân chủ Tự do - 1996-2000 - Itō Shintarō - Bộ trưởng Môi trường - Đảng Dân chủ Tự do - 2001-2009, 2012-nay          |                 |                     |                   |               |        |
| Khu 5 | Các thành phố Kesennuma, Kurihara, Ōsaki và Tome Các huyện Kami, Motoyoshi và Tōda                                                                               | 349.841         | Onodera Itsunori    |                   | LDP           |        |
| Khu 5 | - Azumi Jun - Bộ trưởng Ngoại giao - Đảng Dân chủ - 1996-nay |                 |                     |                   |               |        |
| - Onodera Itsunori - Bộ trưởng Quốc phòng - Đảng Dân chủ Tự do - Khu 6, 1997, 2003-nay (khu đã giải tán) | |                 |                     |                   |               |        |

### Yamagata(3 khu)
| Khu   | Các khu vự bao gồm | Số lượng cử tri | Đại diện hiện tại | Đại diện hiện tại | Đảng hiện tại | Bản đồ |
| ----- | --- | --------------- | ----------------- | ----------------- | ------------- | ------ |
| Khu 1 | Các thành phố Kaminoyama, Tendō và Yamagata Quận Higashimurayama | 302.702         | Endō Toshiaki     |                   | LDP           |        |
| Khu 1 | - Kano Michihiko - Bộ trưởng Nông nghiệp, Lâm nghiệp và Thủy sản - Đảng Dân chủ - 1996-2000, 2009 - Endō Toshiaki - Bộ trưởng Nội các Đặc trách - Đảng Dân chủ Tự do - 2003-2005, 2012-nay |                 |                   |                   |               |        |
| Khu 2 | Các thành phố Higashine, Murayama, Nagai, Nan'yō, Obanazawa, Sagae và Yonezawa Các huyện Higashiokitama, Kitamurayama, Nishimurayama và Nishiokitama                                       | 311.389         | Suzuki Norikazu   |                   | LDP           |        |
| Khu 2 | - Endō Takehiko - Bộ trưởng Nông nghiệp, Lâm nghiệp và Thủy sản - Độc lập -> Đảng Dân chủ Tự do - 1996-2005                                                                                |                 |                   |                   |               |        |
| Khu 3 | Các thành phố Sakata, Shinjō và Tsuruoka Các huyện Akumi, Higashagawa và Mogami | 284.580         | Katō Ayuko        |                   | LDP           |        |
| Khu 3 | - Katō Kōichi - Chánh Văn phòng Nội các - Độc lập -> Đảng Dân chủ Tự do - 2003-2009 - Katō Ayuko - Bộ trưởng Nội các Đặc trách - Đảng Dân chủ Tự do - 2014-nay                             |                 |                   |                   |               |        |

## Khối Bắc Kantō (19 khối ghế)
Khu vực bầu cử khối cho Bắc Kantō (北関東) bầu 20 thành viên theo tỷ lệ, bao gồm bốn tỉnh ở miền Bắc Kantō.

### Gunma(5 khu)
| Khu   | Các khu vực bao gồm | Số lượng cử tri | Đại diện hiện tại  | Đại diện hiện tại | Đảng đại diện | Bản đồ |
| ----- | --- | --------------- | ------------------ | ----------------- | ------------- | ------ |
| Khu 1 | Thành phố Maebashi và Numata Huyện Tone | 345.119         | Nakasone Yasutaka  |                   | LDP           |        |
| Khu 1 | - Omi Kōji - Bộ trưởng Tài chính - Đảng Dân chủ Tự do - 1996, 2003 - Sata Gen'ichirō - Bộ trưởng Nội các Đặc trách - Đảng Dân chủ Tự do - 2000, 2012-2014 |                 |                    |                   |               |        |
| Khu 2 | Các thành phố Isesaki, Kiryū và Midori Huyện Sawa | 331.700         | Ino Toshirō        |                   | LDP           |        |
| Khu 2 | --- |                 |                    |                   |               |        |
| Khu 3 | Thành phố Ōta và Tatebayashi Huyện Oura | 320.516         | Sasagawa Hiroyoshi |                   | LDP           |        |
| Khu 3 | - Yatsu Yoshio - Bộ trưởng Nông nghiệp, Lâm nghiệp và Thủy sản - Đảng Dân chủ Tự do - 1996-2005                                                           |                 |                    |                   |               |        |
| Khu 4 | Thành phố Fujioka và một phần Takasaki Huyện Tano | 295.213         | Fukuda Tatsuo      |                   | LDP           |        |
| Khu 4 | - Fukuda Yasuo - Thủ tướng - Đảng Dân chủ Tự do - 1996-2009                                                                                               |                 |                    |                   |               |        |
| Khu 5 | Thành phố Annaka, Shibukawa, Tomioka, và phần còn lại của Takasaki Huyện Agatsuma, Kanra và Kitagunma                                                     | 317.654         | Obuchi Yūko        |                   | LDP           |        |
| Khu 5 | - Obuchi Keizō - Thủ tướng - Đảng Dân chủ Tự do - 1996 - Obuchi Yūko - Bộ trưởng Kinh tế, Thương mại và Công nghiệp - Đảng Dân chủ Tự do - 2000-nay       |                 |                    |                   |               |        |

### Ibaraki(7 khu)
| Khu   | Các khu vực bao gồm | Số lượng cử tri | Đại diện hiện tại  | Đại diện hiện tại | Đảng đại diện | Bản đồ |
| ----- | --- | --------------- | ------------------ | ----------------- | ------------- | ------ |
| Khu 1 | Thành phố Chikusei, Kasama, Mito và Sakuragawa Huyện Higashiibaraki (Thị trấn Shirosato) | 426.105         | Fukushima Nobuyuki |                   | Độc lập       |        |
| Khu 1 | - Akagi Norihiko - Bộ trưởng Nông nghiệp, Lâm nghiệp và Thủy sản - Đảng Dân chủ Tự do - 1996-2009 |                 |                    |                   |               |        |
| Khu 2 | Các thành phố Hokota, Itako, Kashima, Kamisu, Namegata và Omitama Huyện Higashiibaraki (Thị trấn Ibaraki và Ōarai) | 304.799         | Nukaga Fukushirō   |                   | LDP           |        |
| Khu 2 | - Nukaga Fukushirō - Nghị trưởng Chúng Nghị viện - Đảng Dân chủ Tự do - 1996-2009, 2012-nay |                 |                    |                   |               |        |
| Khu 3 | Các thành phố Inashiki, Moriya, Ryūgasaki, Toride và Ushiku Huyện Inashiki và Kitasouma | 390.263         | Hanashi Yasuhiro   |                   | LDP           |        |
| Khu 3 | - Hanashi Yasuhiro - Bộ trưởng Tư pháp - Đảng Dân chủ Tự do - 1996-2005, 2012-nay - Nakayama Toshio - Giám đốc Cơ quan Phòng vệ - Đảng Dân chủ Tự do - 1996 - Kajiyama Seiroku - Chánh Văn phòng Nội các - Đảng Dân chủ Tự do - 1996 |                 |                    |                   |               |        |
| Khu 4 | Các thành phố Hitachinaka, Hitachiōmiya, Hitachiōta và Naka Huyện Kuji | 269.983         | Kajiyama Hiroshi   |                   | LDP           |        |
| Khu 4 | - Kajiyama Hiroshi - Bộ trưởng Kinh tế, Thương mại và Công nghiệp - Đảng Dân chủ Tự do - 2000-nay |                 |                    |                   |               |        |
| Khu 5 | Thành phố Hitachi, Kitaibaraki và Takahagi Huyện Naka | 240.104         | Asano Satoshi      |                   | DPP           |        |
| Khu 5 | - Ōhata Akihiro - Bộ trưởng Đất đai, Hạ tầng, Giao thông và Du lịch - Đảng Dân chủ - 2000-2014 |                 |                    |                   |               |        |
| Khu 6 | Thành phố Ishioka, Kasumigaura, Tsuchiura, Tsukuba và Tsukubamirai | 452.377         | Aoyama Yamato      |                   | CDP           |        |
| Khu 6 | --- |                 |                    |                   |               |        |
| Khu 7 | Các thành phố Bandō, Jōsō, Koga, Shimotsuma và Yūki Huyện Sashima và Yūki | 330.072         | Nakamura Hayato    |                   | Độc lập       |        |
| Khu 7 | --- |                 |                    |                   |               |        |

### Saitama(16 khu)
| Khu    | Các khu vực bao gồm | Số lượng cử tri | Đại diện hiện tại  | Đại diện hiện tại | Đảng đại diện | Bản đồ |
| ------ | --- | --------------- | ------------------ | ----------------- | ------------- | ------ |
| Khu 1  | Saitama, các quận Midori-ku, Minuma và Urawa-ku                                                                                | 382.839         | Murai Hideki       |                   | LDP           |        |
| Khu 1  | - Matsunaga Hikaru - Bộ trưởng Tài chính - Đảng Dân chủ Tự do - 1996                                                           |                 |                    |                   |               |        |
| Khu 2  | Một phần thành phố Kawaguchi                                                                                                   | 391.718         | Shindō Yoshitaka   |                   | LDP           |        |
| Khu 2  | - Shindō Yoshitaka - Bộ trưởng Nội vụ và Truyền thông - Đảng Dân chủ Tự do - 2000, 2005, 2012-nay                              |                 |                    |                   |               |        |
| Khu 3  | Thành phố Koshigaya và một phần Kawaguchi                                                                                      | 381.903         | Kikawada Hitoshi   |                   | LDP           |        |
| Khu 3  | - Hosakawa Ritsuo - Bộ trưởng Y tế, Lao động và Phúc lợi - Đảng Dân chủ - 2000-2003, 2009                                      |                 |                    |                   |               |        |
| Khu 4  | Các thành phố Asaka, Niiza, Shiki và Wakō                                                                                      | 388.488         | Hosaka Yasushi     |                   | LDP           |        |
| Khu 4  | --- |                 |                    |                   |               |        |
| Khu 5  | Saitama, phường Chūō-ku, Kita-ku, Nishi-ku và Ōmiya-ku                                                                         | 393.216         | Edano Yukio        |                   | CDP           |        |
| Khu 5  | - Edano Yukio - Bộ trưởng Kinh tế, Thương mại và Công nghiệp - Đảng Dân chủ Lập hiến - 2000-nay                                |                 |                    |                   |               |        |
| Khu 6  | Các thành phố Ageo, Kitamoto, Kōnosu và Okegawa                                                                                | 415.349         | Oshima Atsushi     |                   | CDP           |        |
| Khu 6  | --- |                 |                    |                   |               |        |
| Khu 7  | Các thành phố Fujimi và Kawagoe                                                                                                | 388.546         | Komiyama Yasuko    |                   | CDP           |        |
| Khu 7  | --- |                 |                    |                   |               |        |
| Khu 8  | Các thành phố Fujimino và Tokorozawa Huyện Iruma (Thị trấn Miyoshi)                                                            | 418.267         | Shibayama Masahiko |                   | LDP           |        |
| Khu 8  | - Shibayama Masahiko - Bộ trưởng Giáo dục, Văn hóa, Thể thao, Khoa học và Công nghệ - Đảng Dân chủ Tự do - 2004-2005, 2012-nay |                 |                    |                   |               |        |
| Khu 9  | Các thành phố Hannō, Hidaka, Iruma và Sayama Huyện Iruma (Thị trấn Moroyama và Ogose)                                          | 404.883         | Sugimura Shinji    |                   | CDP           |        |
| Khu 9  | --- |                 |                    |                   |               |        |
| Khu 10 | Các thành phố Higashimatsuyama, Sakado và Tsurugashima Huyện Hiki                                                              | 328.662         | Sakamoto Yūnosuke  |                   | CDP           |        |
| Khu 10 | --- |                 |                    |                   |               |        |
| Khu 11 | Các thành phố Chichibu, Fukaya và Honjō Các huyện Chichibu, Kodama và Ōsato                                                    | 340.853         | Koizumi Ryūji      |                   | LDP           |        |
| Khu 11 | - Koizumi Ryūji - Bộ trưởng Tư pháp - Đảng Dân chủ Tự do - 2000-2003, 2009-nay                                                 |                 |                    |                   |               |        |
| Khu 12 | Các thành phố Gyōda, Hanyū, Kazo và Kumagaya                                                                                   | 372.546         | Morita Toshikazu   |                   | CDP           |        |
| Khu 12 | --- |                 |                    |                   |               |        |
| Khu 13 | Các thành phố Hasuda, Kuki, Satte và Shiraoka Các quận Kita-Adachi, Kitakatsushika (Thị trấn Sugito) và Minamisaitama          | 372.386         | Hashimoto Mikihiko |                   | DPP           |        |
| Khu 13 | - Tsuchiya Shinako - Bộ trưởng Tái thiết - Đảng Dân chủ Tự do - 1996-2005, 2012-2024                                           |                 |                    |                   |               |        |
| Khu 14 | Các thành phố Misato, Sōka và Yashio                                                                                           | 402.229         | Suzuki Yoshihiro   |                   | DPP           |        |
| Khu 14 | --- |                 |                    |                   |               |        |
| Khu 15 | Saitama, các quận Minami-ku và Sakura-ku Các thành phố Toda và Warabi                                                          | 411.169         | Tanaka Ryōsei      |                   | LDP           |        |
| Khu 15 | --- |                 |                    |                   |               |        |
| Khu 16 | Saitama, quận Iwatsuki-ku Các thành phố Kasukabe và Yoshikawa Huyện Kitakatsushika (Thị trấn Matsubushi)                       | 377.417         | Tsuchiya Shinako   |                   | LDP           |        |
| Khu 16 | - Tsuchiya Shinako - Bộ trưởng Tái thiết - Đảng Dân chủ Tự do - 2024                                                           |                 |                    |                   |               |        |

### Tochigi(5 khu)
| Khu   | Các khu vực bao gồm | Số lượng cử tri | Đại diện hiện tại | Đại diện hiện tại | Đảng đại diện | Bản đồ |
| ----- | --- | --------------- | ----------------- | ----------------- | ------------- | ------ |
| Khu 1 | Thành phố Utsunomiya (không bao gồm khu vực Thị trấn Kamikawachi và Thị trấn Kawachi cũ) Huyện Kawachi                                                                         | 417.774         | Funada Hajime     |                   | LDP           |        |
| Khu 1 | - Funada Hajime - Bộ trưởng Nội các Đặc trách - Đảng Dân chủ Tự do - 1996, 2012-nay                                                                                            |                 |                   |                   |               |        |
| Khu 2 | Các thành phố Utsunomiya (trước đây là Thị trấn Kamikawachi/Khu vực thị trấn Kawachi), Kanuma, Nikkō, Sakura Huyện Shioya                                                      | 253.868         | Fukuda Akio       |                   | CDP           |        |
| Khu 2 | - Moriyama Mayumi - Bộ trưởng Tư pháp - Đảng Dân chủ Tự do - 2003-2005 - Nishikawa Kōya - Bộ trưởng Nông nghiệp, Lâm nghiệp và Thủy sản - Đảng Dân chủ Tự do - 1996-2000, 2012 |                 |                   |                   |               |        |
| Khu 3 | Các thành phố Ōtawara, Yaita, Nasushiobara, Nasukarasuyama Huyện Nasu | 238.220         | Yana Kazuo        |                   | LDP           |        |
| Khu 3 | - Watanabe Yoshimi - Bộ trưởng Nội các Đặc trách - Đảng Dân chủ Tự do - 1996-2012                                                                                              |                 |                   |                   |               |        |
| Khu 4 | Các thành phố Mooka, Oyama và Shimotsuke Các huyện Haga và Shimotsuga | 355.959         | Fujioka Takao     |                   | CDP           |        |
| Khu 4 | - Satō Tsutomu - Bộ trưởng Nội vụ - Đảng Dân chủ Tự do - 1996-2005, 2012-2024 - Yamaoka Kenji - Giám đốc Ủy ban Công an Quốc gia/Bộ trưởng Nội các Đặc trách - 2009            |                 |                   |                   |               |        |
| Khu 5 | Các thành phố Ashikaga, Sano và Tochigi | 349.651         | Motegi Toshimitsu |                   | LDP           |        |
| Khu 5 | - Motegi Toshimitsu - Bộ trưởng Ngoại giao - Đảng Dân chủ Tự do - 1996-nay |                 |                   |                   |               |        |

## Khối Nam Kantō (22 khối ghế)
Khu vực bầu cử khối cho Nam Kantō (比例南関東ブロック, hirei minami-Kantō burokku)  bầu 22 thành viên theo tỷ lệ tương ứng với khu vực Tohoku. Khu vự này bao gồm 2 tỉnh ở Nam Kantō và một tỉnh ở Đông Chūbu

### Chiba(14 khu)
| Khu    | Các khu vực bao gồm | Số lượng cử tri | Đại diện hiện tại  | Đại diện hiện tại | Đảng đại diện | Bản đồ |
| ------ | --- | --------------- | ------------------ | ----------------- | ------------- | ------ |
| Khu 1  | Thành phố Chiba Các phường Chūō, Inage, Mihama | 434.910         | Tajima Kaname      |                   | CDP           |        |
| Khu 1  | - Usui Hideo - Bộ trưởng Tư pháp - Đảng Dân chủ Tự do - 1996-2000, 2005 |                 |                    |                   |               |        |
| Khu 2  | Chiba, quận Hanamigawa-ku Thành phố Yachiyo | 318.376         | Kobayashi Takayuki |                   | LDP           |        |
| Khu 2  | - Kobayashi Takayuki - Bộ trưởng Nội các Đặc trách - Đảng Dân chủ Tự do - 2012-nay |                 |                    |                   |               |        |
| Khu 3  | Chiba, quận Midori Thành phố Ichihara | 335.277         | Matsuno Hirokazu   |                   | LDP           |        |
| Khu 3  | - Matsuno Hirokazu - Chánh Văn phòng Nội các - Đảng Dân chủ Tự do - 2000, 2005, 2012-nay |                 |                    |                   |               |        |
| Khu 4  | Một phần của thành phố Ichikawa, thành phố Funabashi (thuộc thẩm quyền của văn phòng chính quyền trung ương, thuộc thẩm quyền của chi nhánh Nishi-Funabashi và thuộc thẩm quyền của Trung tâm hành chính tổng hợp Funabashi Ekimae) | 406.755         | Mizunuma Hideyuki  |                   | CDP           |        |
| Khu 4  | - Noda Yoshihiko - Thủ tướng - Đảng Dân chủ -> Đảng Dân chủ Lập hiến - 2000-2024 |                 |                    |                   |               |        |
| Khu 5  | Thành phố Ichikawa (khu vực không thuộc Khuành phố Urayasu | 415.188         | Yazaki Kentarō     |                   | CDP           |        |
| Khu 5  | - Sonoura Kentarō - Cố vấn đặc biệt cho Thủ tướng - Đảng Dân chủ Tự do - 2005, 2012-2021 |                 |                    |                   |               |        |
| Khu 6  | Thành phố Matsudo | 416.197         | Andō Junko         |                   | CDP           |        |
| Khu 6  | - Watanabe Yoshimichi - Bộ trưởng Tái thiết - Đảng Dân chủ Tự do - 1996, 2005, 2012-2024 |                 |                    |                   |               |        |
| Khu 7  | Các thành phố Noda, Nagareyama | 296.645         | Saitō Ken          |                   | LDP           |        |
| Khu 7  | - Saitō Ken - Bộ trưởng Kinh tế, Thương mại và Công nghiệp - Đảng Dân chủ Tự do - 2012-nay |                 |                    |                   |               |        |
| Khu 8  | Thành phố Kashiwa | 359.824         | Honjō Satoshi      |                   | CDP           |        |
| Khu 8  | - Sakurada Yoshitaka - Bộ trưởng Phụ trách Thế vận hội Olympic và Paralympic Tōkyō 2020 - 2005, 2012-2017 - Nagahama Hiroyuki - Bộ trưởng Môi trường - 2000                                                                         |                 |                    |                   |               |        |
| Khu 9  | Quận Wakaba, thành phố Chiba Các thành phố Sakura, Yotsukaidō, Yachimata | 405.209         | Okuno Sōichirō     |                   | CDP           |        |
| Khu 9  | --- |                 |                    |                   |               |        |
| Khu 10 | Các thành phố Asahi, Chōshi, Katori, Narita và Sōsa Các huyện Katori | 326.317         | Koike Masaaki      |                   | LDP           |        |
| Khu 10 | - Hayashi Motoo - Bộ trưởng Kinh tế, Thương mại và Công nghiệp - Đảng Dân chủ Tự do - 1996-2005, 2012-2024 |                 |                    |                   |               |        |
| Khu 11 | Các thành phố Isumi, Katsuura, Mobara, Ōamishirasato, Tōgane và Sanmu Các huyện Chōsei, Isumi và Sanbu | 354.420         | Mori Eisuke        |                   | LDP           |        |
| Khu 11 | - Mori Eisuke - Bộ trưởng Tư pháp - Đảng Dân chủ Tự do - 1996-nay |                 |                    |                   |               |        |
| Khu 12 | Các thành phố Futtsu, Kamogawa, Kimitsu, Kisarazu, Minamibōsō, Sodegaura và Tateyama Huyện Awa | 377.089         | Hamada Yasukazu    |                   | LDP           |        |
| Khu 12 | - Nakamura Shōzaburō - Bộ trưởng Tư pháp - Đảng Dân chủ Tự do - 2000 - Hamada Yasukazu - Bộ trưởng Quốc phòng - Đảng Dân chủ Tự do - 1996, 2003-nay                                                                                 |                 |                    |                   |               |        |
| Khu 13 | Các thành phố Abiko, Inzai, Kamagaya, Shiroi và Tomisato Huyện Iba | 418.800         | Matsumoto Hisashi  |                   | LDP           |        |
| Khu 13 | --- |                 |                    |                   |               |        |
| Khu 14 | Thành phố Funabashi (thuộc khu vực pháp lý chi nhánh Ninomiya, Shibayama, Takanedai, Narashinodai, Futawa và Toyotomi), Thành phố Narashino                                                                                         | 414.305         | Noda Yoshihiko     |                   | CDP           |        |
| Khu 14 | - Noda Yoshihiko - Thủ tướng - Đảng Dân chủ Lập hiến - 2024 |                 |                    |                   |               |        |

### Kanagawa(20 khu)
| Khu    | Các khu vực bao gồm | Số lượng cử tri | Đại diện hiện tại | Đại diện hiện tại | Đảng đại diện | Bản đồ |
| ------ | --- | --------------- | ----------------- | ----------------- | ------------- | ------ |
| Khu 1  | Yokohama các phường Naka, Isogo và Kanazawa | 426.973         | Shinohara Gō      |                   | CDP           |        |
| Khu 1  | - Matsumoto Jun - Chủ tịch Ủy ban An toàn Công cộng Quốc gia - Đảng Dân chủ Tự do - 1996, 2003-2005, 2012-2017                                     |                 |                   |                   |               |        |
| Khu 2  | Yokohama, gồm Kōnan, Minami và Nishi. | 437.727         | Suga Yoshihide    |                   | LDP           |        |
| Khu 2  | - Suga Yoshihide - Thủ tướng - Đảng Dân chủ Tự do - 1996-nay                                                                                       |                 |                   |                   |               |        |
| Khu 3  | Yokohama, gồm Kanagawa-ku và Tsurumi-ku. | 445.351         | Nakanishi Kenji   |                   | LDP           |        |
| Khu 3  | - Okonogi Hachirō - Giám đốc Ủy ban Công an Quốc gia - Đảng Dân chủ Tự do - 2000-2005, 2012-2017                                                   |                 |                   |                   |               |        |
| Khu 4  | Yokohama, gồm Sakae-ku. Thành phố Kamakura và Zushi. Huyện Miura.                                                                                  | 332.853         | Waseda Yūki       |                   | CDP           |        |
| Khu 4  | --- |                 |                   |                   |               |        |
| Khu 5  | Yokohama, các quận Izumi-ku và Totsuka-ku | 363.986         | Sakai Manabu      |                   | LDP           |        |
| Khu 5  | - Tanaka Keishū - Bộ trưởng Tư pháp - Đảng Dân chủ - 1996-2003, 2009 - Sakai Manabu - Giám đốc Ủy ban Công an Quốc gia - Đảng Dân chủ Tự do - 2024 |                 |                   |                   |               |        |
| Khu 6  | Thành phố Yokohama, gồm Asahi-ku và Hodogaya-ku.                                                                                                   | 379.806         | Aoyagi Yōichirō   |                   | CDP           |        |
| Khu 6  | --- |                 |                   |                   |               |        |
| Khu 7  | Yokohama, quận Kōhoku-ku | 298.006         | Nakatani Kazuma   |                   | CDP           |        |
| Khu 7  | - Suzuki Tsuneo - Bộ trưởng Giáo dục, Văn hóa, Thể thao, Khoa học và Công nghệ - Đảng Dân chủ Tự do - 1996-2000, 2005                              |                 |                   |                   |               |        |
| Khu 8  | Thành phố Yokohama, gồm Midori-ku và Aoba-ku. | 410.262         | Eda Kenji         |                   | CDP           |        |
| Khu 8  | --- |                 |                   |                   |               |        |
| Khu 9  | Kawasaki, gồm Asao-ku và Tama-ku. | 334.221         | Ryū Hirofumi      |                   | CDP           |        |
| Khu 9  | --- |                 |                   |                   |               |        |
| Khu 10 | Kawasaki, các quận Kawasaki-ku và Saiwai-ku | 330.552         | Tanaka Kazunori   |                   | LDP           |        |
| Khu 10 | - Tanaka Kazunori - Bộ trưởng Tái thiết - Đảng Dân chủ Tự do - 2000-2005, 2012-nay - Jōjima Kōriki - Bộ trưởng Tài chính - Đảng Dân chủ - 2009     |                 |                   |                   |               |        |
| Khu 11 | Thành phố Miura và Yokosuka. | 368.400         | Koizumi Shinjirō  |                   | LDP           |        |
| Khu 11 | - Koizumi Junichirō - Thủ tướng - Đảng Dân chủ Tự do - 1996-2005 - Koizumi Shinjirō - Bộ trưởng Môi trường - Đảng Dân chủ Tự do - 2009-nay         |                 |                   |                   |               |        |
| Khu 12 | Thành phố Fujisawa. Huyện Koza. | 411.820         | Abe Tomoko        |                   | CDP           |        |
| Khu 12 | - Nakatsuka Ikkō - Bộ trưởng Nội các Đặc trách - Đảng Dân chủ - 2003, 2009                                                                         |                 |                   |                   |               |        |
| Khu 13 | Yokohama, quận Seya-ku Các thành phố Ayase và Yamato                                                                                               | 374.444         | Futori Hideshi    |                   | CDP           |        |
| Khu 13 | - Amari Akira - Bộ trưởng Nội các Đặc trách - Đảng Dân chủ Tự do - 2000-2005, 2012-2017                                                            |                 |                   |                   |               |        |
| Khu 14 | Sagamihara, phường Chūō-ku và Midori-ku Huyện Aikō                                                                                                 | 404.485         | Akama Jirō        |                   | LDP           |        |
| Khu 14 | - Fujii Hirohisa - Bộ trưởng Tài chính - Đảng Dân chủ - 1996-2003                                                                                  |                 |                   |                   |               |        |
| Khu 15 | Thành phố Chigasaki và Hiratsuka. Huyện Naka (Thị trấn Ōiso)                                                                                       | 452.99          | Kōno Tarō         |                   | LDP           |        |
| Khu 15 | - Kōno Tarō - Bộ trưởng Digital - 1996-nay |                 |                   |                   |               |        |
| Khu 16 | Các thành phố Atsugi, Ebina và Isehara | 386.435         | Gotō Yūichi       |                   | CDP           |        |
| Khu 16 | - Kamei Yoshiyuki - Bộ trưởng Nông nghiệp, Lâm nghiệp và Thủy sản - Đảng Dân chủ Tự do - 1996-2005                                                 |                 |                   |                   |               |        |
| Khu 17 | Thành phố Hadano, Minamiashigara, và Odawara Huyện Ashigarakami, Ashigarashimo, và Naka (Thị trấn Ninomiya)                                        | 447.270         | Makishima Karen   |                   | LDP           |        |
| Khu 17 | - Kōno Yōhei - Nghị trưởng Chúng Nghị viện - Đảng Dân chủ Tự do - 1996-2005 - Makishima Karen - Bộ trưởng Digital - Đảng Dân chủ Tự do - 2012-nay  |                 |                   |                   |               |        |
| Khu 18 | Kawasaki, quận Nakahara-ku và Takatsu-ku | 411.432         | Sōno Hajime       |                   | CDP           |        |
| Khu 18 | - Yamagiwa Daishirō - Bộ trưởng Nội các Đặc trách - Đảng Dân chủ Tự do - 2005, 2012-2024                                                           |                 |                   |                   |               |        |
| Khu 19 | Kawasaki, quận Miyamae-ku Yokohama, quận Tsuzuki-ku                                                                                                | 369.293         | Kusama Tsuyoshi   |                   | LDP           |        |
| Khu 19 | --- |                 |                   |                   |               |        |
| Khu 20 | Sagamihara, quận Minami-ku Thành phố Zama | 346.587         | Otsuka Sayuri     |                   | CDP           |        |
| Khu 20 | --- |                 |                   |                   |               |        |

### Yamanashi(2 khu)
| Khu   | Các khu vực bao gồm | Số lượng cử tri | Đại diện hiện tại  | Đại diện hiện tại | Đảng hiện tại | Bản đồ |
| ----- | --- | --------------- | ------------------ | ----------------- | ------------- | ------ |
| Khu 1 | Các thành phố Kōfu, Nirasaki, Hokuto, Minami-arupusu, Chuo, Kai Các huyện Nishiyatsushiro, Minamikoma và Nakakoma                                                                | 422.464         | Nakajima Katsuhito |                   | CDP           |        |
| Khu 1 | - Ozawa Sakihito - Bộ trưởng Môi trường - Đảng Dân chủ - 2000-2009 |                 |                    |                   |               |        |
| Khu 2 | Các thành phố Yamanashi, Fujiyoshida, Ōtsuki, Tsuru, Fuefuki, Koshu và Uenohara Các huyện Kitatsuru và Minamitsuru                                                               | 258.074         | Horiuchi Shōko     |                   | LDP           |        |
| Khu 2 | - Horiuchi Mitsuo - Bộ trưởng Kinh tế, Thương mại và Công nghiệp - Đảng Dân chủ Tự do - 1996-2005 - Horiuchi Shōko - Bộ trưởng Nội các Đặc trách - Đảng Dân chủ Tự do - 2017-nay |                 |                    |                   |               |        |

## Khối Tōkyō (17 khối ghế)
Khu vực bầu cử khối cho Tōkyō (比例東京ブロック)  bầu 17 thành viên theo tỷ lệ tương ứng. Khu vực này tương ứng với Tōkyō.

### Tōkyō(30 khu)
| Khu    | Các khu vực bao gồm | Số lượng cử tri | Đại diện hiện tại  | Đại diện hiện tại | Đảng đại diện | Bản đồ |
| ------ | --- | --------------- | ------------------ | ----------------- | ------------- | ------ |
| Khu 1  | Các khu Chiyoda và Shinjuku | 331.769         | Kaieda Banri       |                   | CDP           |        |
| Khu 1  | - Yosano Kaoru - Bộ trưởng Tài chính - Đảng Dân chủ Tự do - 1996, 2005 - Kaieda Banri - Nghị phó Chúng Nghị viện - Đảng Dân chủ Lập hiến - 2000-2003, 2009, 2017, 2024                                              |                 |                    |                   |               |        |
| Khu 2  | Các khu Chūō và Taitō | 315.726         | Tsuji Kiyoto       |                   | LDP           |        |
| Khu 2  | - Hatoyama Kunio - Bộ trưởng Nội vụ và Truyền thông - Đảng Dân chủ - 1996 - Fukaya Takashi - Bộ trưởng Kinh tế, Thương mại và Công nghiệp - Đảng Dân chủ Tự do - 2005                                               |                 |                    |                   |               |        |
| Khu 3  | Khu Shinagawa, khu vực pháp lý của văn phòng chi nhánh Oshima, khu vực pháp lý của văn phòng chi nhánh Miyake, khu vực pháp lý của văn phòng chi nhánh Hachijo, phó tỉnh Ogasawara                                  | 361.953         | Ishihara Hirotaka  |                   | LDP           |        |
| Khu 3  | - Matsubara Jin - Giám đốc Ủy ban Công an Quốc gia/Bộ trưởng Tiêu dùng và An toàn thực phẩm - Đảng Dân chủ - 2000-2003, 2009, 2021-2024 - Ishihara Hirotaka - Cố vấn cho Thủ tướng - Đảng Dân chủ Tự do - 2005-2024 |                 |                    |                   |               |        |
| Khu 4  | Khu Ōta (khu vực không thuộc khu 26) | 427.453         | Taira Masaaki      |                   | LDP           |        |
| Khu 4  | - Taira Masaaki - Bộ trưởng Digital - Đảng Dân chủ Tự do - 2005, 2012-nay |                 |                    |                   |               |        |
| Khu 5  | Một phần của khu Setagaya | 375.194         | Tezuka Yoshio      |                   | CDP           |        |
| Khu 5  | - Kosugi Takashi - Bộ trưởng Giáo dục - Đảng Dân chủ Tự do - 1996, 2005 - Wakamiya Kenji - Bộ trưởng Nội các Đặc trách - Đảng Dân chủ Tự do - 2012-2017                                                             |                 |                    |                   |               |        |
| Khu 6  | Phần còn lại của Setagaya | 400.218         | Ochiai Takayuki    |                   | CDP           |        |
| Khu 6  | - Komiyama Yōko - Bộ trưởng Y tế, Lao động và Phúc lợi - Đảng Dân chủ - 2003, 2009 |                 |                    |                   |               |        |
| Khu 7  | Các khu Minato và Shibuya | 402.660         | Matsuo Akihiro     |                   | CDP           |        |
| Khu 7  | - Nagatsuma Akira - Bộ trưởng Y tế, Lao động và Phúc lợi - Đảng Dân chủ Lập hiến - 2000-2003, 2009-2024 |                 |                    |                   |               |        |
| Khu 8  | Một phần của khu Suginami | 391.029         | Yoshida Harumi     |                   | CDP           |        |
| Khu 8  | - Ishihara Nobuteru - Bộ trưởng Môi trường - Đảng Dân chủ Tự do - 1996-2017 |                 |                    |                   |               |        |
| Khu 9  | Một phần của khu Nerima | 307.139         | Yamagishi Issei    |                   | CDP           |        |
| Khu 9  | - Sugawara Isshū - Bộ trưởng Kinh tế, Thương mại và Công nghiệp - Đảng Dân chủ Tự do - 2003-2005, 2012-2017 |                 |                    |                   |               |        |
| Khu 10 | Các khu Bunkyō và Toshima | 419.809         | Suzuki Hayai       |                   | LDP           |        |
| Khu 10 | - Koike Yuriko - Bộ trưởng Quốc phòng - Đảng Dân chủ Tự do - 2005, 2012-2014 |                 |                    |                   |               |        |
| Khu 11 | Khu Itabashi (thuộc khu vực pháp lý của chính quyền trung ương, khu vực pháp lý của chi nhánh Akatsuka) | 388.642         | Akutsu Yukihiko    |                   | CDP           |        |
| Khu 11 | - Shimomura Hakubun - Bộ trưởng Giáo dục, Văn hóa, Thể thao, Khoa học và Công nghệ - Đảng Dân chủ Tự do - 1996-2024                                                                                                 |                 |                    |                   |               |        |
| Khu 12 | Khu Kita, Khu Itabashi (các khu vực không thuộc khu 11) | 379.189         | Takagi Kei         |                   | CDP           |        |
| Khu 12 | - Yashiro Eita - Bộ trưởng Bưu chính - Đảng Dân chủ Tự do - 1996-2000 - Ōta Akihiro - Bộ trưởng Đất đai, Hạ tầng, Giao thông, Du lịch - Đảng Công minh - 2005, 2012-2014                                            |                 |                    |                   |               |        |
| Khu 13 | Phần còn lại của khu Adachi | 388.433         | Tsuchida Shin      |                   | LDP           |        |
| Khu 13 | - Kamoshita Ichirō - Bộ trưởng Môi trường - Đảng Dân chủ Tự do - 1996-2000, 2005, 2012-2017 - Jōjima Kōriki - Bộ trưởng Tài chính - Đảng Dân chủ - 2003                                                             |                 |                    |                   |               |        |
| Khu 14 | Các khu Sumida và Edogawa (một phần của văn phòng chính quyền trung ương, văn phòng Komatsugawa và Koiwa) | 404.893         | Matsushima Midori  |                   | LDP           |        |
| Khu 14 | - Matsushima Midori - Bộ trưởng Tư pháp - Đảng Dân chủ Tự do - 2003-2005, 2012-nay |                 |                    |                   |               |        |
| Khu 15 | Khu Kōtō | 431.840         | Sakai Natsumi      |                   | CDP           |        |
| Khu 15 | - Kakizawa Koji - Bộ trưởng Tư pháp - Đảng Dân chủ Tự do - 1996, 2000 |                 |                    |                   |               |        |
| Khu 16 | Phần còn lại của khu Edogawa | 391.121         | Ōnishi Yōhei       |                   | LDP           |        |
| Khu 16 | - Shimamura Yoshinobu - Bộ trưởng Nông nghiệp, Lâm nghiệp và Thủy sản - 1996, 2003-2005 |                 |                    |                   |               |        |
| Khu 17 | Khu Katsushika | 384.306         | Hirasawa Katsuei   |                   | LDP           |        |
| Khu 17 | - Hirasawa Katsuei - Bộ trưởng Tái thiết - Đảng Dân chủ Tự do -> Độc lập - 1996-nay |                 |                    |                   |               |        |
| Khu 18 | Các thành phố Musashino, Koganei, Nishitōkyō | 401.659         | Fukuda Kaoru       |                   | LDP           |        |
| Khu 18 | - Kan Naoto - Thủ tướng - Đảng Dân chủ -> Đảng Dân chủ Lập hiến - 1996-2009, 2017-2024 |                 |                    |                   |               |        |
| Khu 19 | Các thành phố Kodaira, Kokubunji và Kunitachi | 334.801         | Suematsu Yoshinori |                   | CDP           |        |
| Khu 19 | --- |                 |                    |                   |               |        |
| Khu 20 | Các thành phố Higashimurayama, Higashiyamato, Kiyose, Higashikurume và Musashimurayama. | 418.940         | Kihara Seiji       |                   | LDP           |        |
| Khu 20 | - Kihara Seiji - Cố vấn cho Thủ tướng - Đảng Dân chủ Tự do - 2005, 2012-nay |                 |                    |                   |               |        |
| Khu 21 | Một phần thành phố Hachiōji, các thành phố Tachikawa và Hino | 406.073         | Ōkawara Masako     |                   | CDP           |        |
| Khu 21 | --- |                 |                    |                   |               |        |
| Khu 22 | Các thành phố Mitaka, Chōfu và Komae | 430.123         | Yamahana Ikuo      |                   | CDP           |        |
| Khu 22 | - Itō Tatsuya - Cố vấn cho Thủ tướng - Đảng Dân chủ Tự do - 1996, 2005, 2012-2024 |                 |                    |                   |               |        |
| Khu 23 | Thành phố Machida | 362.493         | Itō Shunsuke       |                   | CDP           |        |
| Khu 23 | - Itō Kōsuke - Giám đốc Cơ quan Đất đai Quốc gia - Đảng Dân chủ Tự do - 1996-2005 - Ogura Masanobu - Bộ trưởng Nội các Đặc trách - Đảng Dân chủ Tự do - 2012-2024                                                   |                 |                    |                   |               |        |
| Khu 24 | Thành phố Hachiōji (khu vực không thuộc khu 21) | 382.039         | Hagiuda Kōichi     |                   | Độc lập       |        |
| Khu 24 | - Hagiuda Kōichi - Bộ trưởng Kinh tế, Thương mại và Công nghiệp - Đảng Dân chủ Tự do -> Độc lập - 2003-2005. 2012-nay                                                                                               |                 |                    |                   |               |        |
| Khu 25 | Các thành phố Ōme, Fussa, Hamura, Akiruno và Akishima Huyện Nishitama | 412.966         | Inoue Shinji       |                   | LDP           |        |
| Khu 25 | - Ishikawa Yōzō - Giám đốc Cơ quan Phòng vệ - Đảng Dân chủ Tự do - 1996-2000 - Inoue Shinji - Bộ trưởng Tiêu dùng và An toàn thực phẩm - Đảng Dân chủ Tự do - 2003-nay                                              |                 |                    |                   |               |        |
| Khu 26 | Một phần của khu Meguro và khu Ōta | 430.869         | Matsubara Jin      |                   | Độc lập       |        |
| Khu 26 | - Matsubara Jin - Giám đốc Ủy ban Công an Quốc gia/Bộ trưởng Tiêu dùng và An toàn thực phẩm - Đảng Dân chủ -> Đảng Dân chủ Lập hiến -> Độc lập - 2024                                                               |                 |                    |                   |               |        |
| Khu 27 | Khu Nakano, khu Suginami (khu vực không thuộc khu 8) | 383.160         | Nagatsuma Akira    |                   | CDP           |        |
| Khu 27 | - Nagatsuma Akira - Bộ trưởng Y tế, Lao động và Phúc lợi - Đảng Dân chủ Lập hiến - 2024 |                 |                    |                   |               |        |
| Khu 28 | Khu Nerima (khu vực không thuộc khu 9) | 314.272         | Takamatsu Satoshi  |                   | CDP           |        |
| Khu 28 | --- |                 |                    |                   |               |        |
| Khu 29 | Khu Arakawa, khu Adachi (khu vực không thuộc khu 13) | 355.907         | Okamoto Mitsunari  |                   | Komeito       |        |
| Khu 29 | --- |                 |                    |                   |               |        |
| Khu 30 | Các thành phố Fuchū, Tama, Inagi | 420.024         | Igarashi Kiri      |                   | CDP           |        |
| Khu 30 | --- |                 |                    |                   |               |        |

## Khối Hokuriku Shinetsu  (11 khối ghế)
Khu vực bầu cử khối Hokuriku Shinetsu (北陸信越) bầu 11 thành viên theo tỷ lệ, kết hợp năm tỉnh của các tiểu khu Hokuriku và Shin'etsu ở phía bắc Chubu.

### Fukui(2 khu)
| Khu   | Các khu vực bao gồm                                                                                         | Số lượng cử tri | Đại diện hiện tại | Đại diện hiện tại | Đảng đại diện | Bản đồ |
| ----- | --- | --------------- | ----------------- | ----------------- | ------------- | ------ |
| Khu 1 | Các thành phố Awara, Fukui, Katsuyama, Ōno, và Sakai Huyện Yoshida                                          | 370.040         | Inada Tomomi      |                   | LDP           |        |
| Khu 1 | - Inada Tomomi - Bộ trưởng Quốc phòng - Đảng Dân chủ Tự do - 2005-nay                                       |                 |                   |                   |               |        |
| Khu 2 | Các thành phố Echizen, Obama, Sabae, và Tsuruga Các quận Imadate, Mikata, Minamikaminaka, Nanjō, Nyū, và Ōi | 258.406         | Tsuji Hideyuki    |                   | CDP           |        |
| Khu 2 | - Takagi Tsuyoshi - Bộ trưởng Tái thiết - Đảng Dân chủ Tự do - 2014-2024                                    |                 |                   |                   |               |        |

### Ishikawa(3 khu)
| Khu   | Các khu vực bao gồm                                                                                                  | Số lượng cử tri | Đại diện hiện tại | Đại diện hiện tại | Đảng đại diện | Bản đồ |
| ----- | --- | --------------- | ----------------- | ----------------- | ------------- | ------ |
| Khu 1 | Thành phố Kanazawa                                                                                                   | 374.479         | Komori Takurō     |                   | LDP           |        |
| Khu 1 | - Hase Hiroshi - Bộ trưởng Giáo dục, Văn hóa, Thể thao, Khoa học và Công nghệ - Đảng Dân chủ Tự do - 2000, 2012-2017 |                 |                   |                   |               |        |
| Khu 2 | Các thành phố Komatsu, Kaga, Nomi, Hakusan, Nonoichi Huyện Nomi                                                      | 323.653         | Sasaki Hajime     |                   | LDP           |        |
| Khu 2 | - Mori Yoshirō - Thủ tướng - Đảng Dân chủ Tự do - 1996-2009                                                          |                 |                   |                   |               |        |
| Khu 3 | Các thành phố Nanao, Wajima, Suzu, Hakui, Kahoku Các huyện Kahoku, Hakui, Kashima, Hoju                              | 237.459         | Kondō Kazuya      |                   | CDP           |        |
| Khu 3 | - Kawara Tsutomu - Bộ trưởng Quốc phòng - 1996-2003                                                                  |                 |                   |                   |               |        |

### Niigata(5 khu)
| Khu   | Các khu vực bao gồm | Số lượng cử tri | Đại diện hiện tại | Đại diện hiện tại | Đảng đại diện | Bản đồ |
| ----- | --- | --------------- | ----------------- | ----------------- | ------------- | ------ |
| Khu 1 | Thành phố Niigata (các khu Higashi, Chūō, Kōnan) Thành phố Sado                                                                                    | 362.129         | Nishimura Chinami |                   | CDP           |        |
| Khu 1 | --- |                 |                   |                   |               |        |
| Khu 2 | Thành phố Niigata (các khu Minami, Nishi, Nishikan) Các thành phố Sanjō, Kamo và Tsubame Các huyện Nishi-Kanbara và Minami-Kanbara                 | 398.589         | Kikuta Makiko     |                   | CDP           |        |
| Khu 2 | - Sakurai Shin - Bộ trưởng Môi trường - Đảng Dân chủ Tự do - 1996                                                                                  |                 |                   |                   |               |        |
| Khu 3 | Thành phố Niigata (các khu Kita và Akiba) Các thành phố Shibata, Murakami, Gosen, Agano và Tainai Các huyện Kitakanbara, Higashikanbara và Iwafune | 376.726         | Kuroiwa Takahiro  |                   | CDP           |        |
| Khu 3 | --- |                 |                   |                   |               |        |
| Khu 4 | Các thành phố Nagaoka, Kashiwazaki, Ojiya, Mitsuke, Các huyện Mishima và Kariwa                                                                    | 357.728         | Yoneyama Ryūichi  |                   | CDP           |        |
| Khu 4 | --- |                 |                   |                   |               |        |
| Khu 5 | Các thành phố Tokamachi, Itoigawa, Myōkō, Jōetsu, Uonuma và Minamiuonuma Các huyện Minamiuonuma và Nakauonuma                                      | 347.429         | Umetani Mamoru    |                   | CDP           |        |
| Khu 5 | - Tanaka Makiko - Bộ trưởng Giáo dục, Văn hóa, Thể thao, Khoa học và Công nghệ - Đảng Dân chủ - 1996-2000, 2003-2009                               |                 |                   |                   |               |        |

### Nagano(5 khu)
| Khu   | Các khu vực bao gồm | Số lượng cử tri | Đại diện hiện tại | Đại diện hiện tại | Đảng đại diện | Bản đồ |
| ----- | --- | --------------- | ----------------- | ----------------- | ------------- | ------ |
| Khu 1 | Các thành phố Nagano (không bao gồm các khu vực Làng Ooka cũ, Thị trấn Toyono, Làng Togakushi, Làng Kinashi, Shinshu Shinmachi và Làng Nakajo), Suzaka, Nakano, Iiyama Các huyện Kamitakai, Shimotaka và Shimounouchi | 421.266         | Shinohara Takashi |                   | CDP           |        |
| Khu 1 | - Kosaka Kenji - Bộ trưởng Giáo dục, Văn hóa, Thể thao, Khoa học và Công nghệ - Đảng Dân chủ Tự do - 1996-2005 |                 |                   |                   |               |        |
| Khu 2 | Các thành phố Nagano (Làng Ooka cũ, Thị trấn Toyono, Làng Togakushi, Làng Kinashi, Shinshu Shinmachi, khu vực Làng Nakajo), Matsumoto, Ōmachi và Azumino Các huyện Higashichikuma, Kitaazumi và Kamimunouchi          | 379.441         | Shimojō Mitsu     |                   | CDP           |        |
| Khu 2 | - Murai Jin - Giám đốc Ủy ban Công an Quốc gia - Đảng Dân chủ Tự do - 1996-2000 |                 |                   |                   |               |        |
| Khu 3 | Các thành phố Ueda, Komoro, Chikuma, Saku và Tōmi Các huyện Minamisaku, Kitasaku, Ogata và Hanshina | 396.413         | Kozu Takeshi      |                   | CDP           |        |
| Khu 3 | - Hata Tsutomu - Thủ tướng - Đảng Tân sinh - 1996-2009 |                 |                   |                   |               |        |
| Khu 4 | Các thành phố Okaya, Suwa, Chino và Shiojiri Các huyện Suwa và Kiso | 237.608         | Gotō Shigeyuki    |                   | LDP           |        |
| Khu 4 | - Gotō Shigeyuki - Bộ trưởng Y tế, Lao động và Phúc lợi - 2000-2005, 2012-nay |                 |                   |                   |               |        |
| Khu 5 | Các thành phố Iida, Ina và Komagane Các huyện Kamiina và Shimoina | 276.202         | Miyashita Ichirō  |                   | LDP           |        |
| Khu 5 | Miyashita Sōhei - Bộ trưởng Y tế và Phúc lợi - Đảng Dân chủ Tự do - 1996-2000 Miyashita Ichirō - Bộ trưởng Y tế, Lao động và Phúc lợi - Đảng Dân chủ Tự do - 2012-nay                                                 |                 |                   |                   |               |        |

### Toyama(3 khu)
| Khu   | Các khu vực bao gồm | Số lượng cử tri | Đại diện hiện tại   | Đại diện hiện tại | Đảng đại diện | Bản đồ |
| ----- | --- | --------------- | ------------------- | ----------------- | ------------- | ------ |
| Khu 1 | Thành phố Toyama (khu vực không thuộc khu 2) | 266.166         | Tabata Hiroaki      |                   | LDP           |        |
| Khu 1 | - Nagase Jin'en - Bộ trưởng Tư pháp - Đảng Dân chủ Tự do - 1996-2005 |                 |                     |                   |               |        |
| Khu 2 | Các thành phố Uozu, Namerikawa, Kurobe, Toyama (Thị trấn Osawano cũ, Thị trấn Daiyama, Thị trấn Yao, Thị trấn Fuchu, Làng Yamada, khu vực Làng Hosoiri) Các huyện Nakashinkawa và Shimoshinkawa | 243.213         | Ueda Hidetoshi      |                   | LDP           |        |
| Khu 2 | - Miyakoshi Mitsuhiro - Bộ trưởng Nội các Đặc trách - Đảng Dân chủ Tự do - 1998-2017 |                 |                     |                   |               |        |
| Khu 3 | Các thành phố Takaoka, Imizu, Himi, Tonami, Oyabe và Nanto | 358.201         | Tachibana Keiichirō |                   | LDP           |        |
| Khu 3 | - Watanuki Tamisuke - Nghị trưởng Chúng Nghị viện - Đảng Dân chủ Tự do - 1996-2005 |                 |                     |                   |               |        |

## Khối Tōkai (21 khối ghế)
Khu vực bầu cử khối cho Tōkai (東海) bầu 21 thành viên theo tỷ lệ, bao gồm ba quận ở miền nam Chūbu, cũng như một quận ở Kinki.

### Aichi(16 khu)
| Khu    | Các khu vực bao gồm | Số lượng cử tri | Đại diện hiện tại  | Đại diện hiện tại | Đảng đại diện | Bản đồ |
| ------ | --- | --------------- | ------------------ | ----------------- | ------------- | ------ |
| Khu 1  | Thành phố Nagoya Các quận Higashi, Kita, Nishi và Naka | 406.526         | Kawamura Takashi   |                   | Bảo thủ       |        |
| Khu 1  | --- |                 |                    |                   |               |        |
| Khu 2  | Thành phố Nagoya Các quận Chikusa, Moriyama và Meitō | 404.762         | Furukawa Motohisa  |                   | DPP           |        |
| Khu 2  | - Furukawa Motohisa - Bộ trưởng Nội các Đặc trách - Đảng Dân chủ -> Đảng Dân chủ Quốc dân - 2000-nay                                                                   |                 |                    |                   |               |        |
| Khu 3  | Thành phố Nagoya Các quận Shōwa, Midori và Tempaku | 417.344         | Kondō Shōichi      |                   | CDP           |        |
| Khu 3  | --- |                 |                    |                   |               |        |
| Khu 4  | Thành phố Nagoya Các quận Mizuho, Atsuta, Minato và Minami | 369.899         | Maki Yoshio        |                   | CDP           |        |
| Khu 4  | --- |                 |                    |                   |               |        |
| Khu 5  | Thành phố Nagoya Các quận Nakamura và Nakagawa Thành phố Kiyosu | 349.934         | Nishikawa Atsushi  |                   | CDP           |        |
| Khu 5  | - Akamatsu Hirotaka - Nghị phó Chúng Nghị viện - Đảng Dân chủ -> Đảng Dân chủ Lập hiến - 1996-2003, 2009, 2014-2017                                                    |                 |                    |                   |               |        |
| Khu 6  | Các thành phố Seto và Kasugai | 357.699         | Niwa Hideki        |                   | LDP           |        |
| Khu 6  | --- |                 |                    |                   |               |        |
| Khu 7  | Các thành phố Ōbu, Owariasahi, Toyoake, Nisshin và Nagakute Huyện Aichi                                                                                                | 354.114         | Hino Saria         |                   | DPP           |        |
| Khu 7  | - Suzuki Junji - Bộ trưởng Tư pháp - Đảng Dân chủ Tự do - 2005, 2012, 2021                                                                                             |                 |                    |                   |               |        |
| Khu 8  | Các thành phố Handa, Tokoname, Tōkai và Chita Huyện Chita | 435.247         | Banno Yutaka       |                   | CDP           |        |
| Khu 8  | - Ōki Hiroshi - Bộ trưởng Môi trường - Đảng Dân chủ Tự do - 2000 - Itō Tadahiko - Bộ trưởng Tái thiết - Đảng Dân chủ Tự do - 2005, 2012-2024                           |                 |                    |                   |               |        |
| Khu 9  | Các thành phố Tsushima, Inazawa, Aisai, Yatomi và Ama Huyện Ama | 381.372         | Okamoto Mitsunori  |                   | CDP           |        |
| Khu 9  | - Kaifu Toshiki - Thủ tướng - Đảng Dân chủ Tự do -> Đảng Tân tiến -> Đảng Dân chủ Tự do - 1996-2005                                                                    |                 |                    |                   |               |        |
| Khu 10 | Các thành phố Ichinomiya và Iwakura | 352.851         | Fujiwara Noima     |                   | CDP           |        |
| Khu 10 | - Esaki Tetsuma - Bộ trưởng Nội các Đặc trách - Đảng Dân chủ Tự do - 1996, 2003-2005, 2012-2024 - Satō Kanju - Giám đốc Ủy ban Công an Quốc gia - Đảng Tân tiến - 2000 |                 |                    |                   |               |        |
| Khu 11 | Các thành phố Toyota và Miyoshi | 385.006         | Tanno Midori       |                   | DPP           |        |
| Khu 11 | --- |                 |                    |                   |               |        |
| Khu 12 | Các thành phố Okazaki và Nishio | 444.148         | Shigenori Kazuhiko |                   | CDP           |        |
| Khu 12 | - Sugiura Seiken - Bộ trưởng Tư pháp - Đảng Dân chủ Tự do - 1996-2005                                                                                                  |                 |                    |                   |               |        |
| Khu 13 | Các thành phố Hekinan, Kariya, Anjō, Chiryū và Takahama | 423.363         | Ōnishi Kensuke     |                   | CDP           |        |
| Khu 13 | - Ōmura Hideaki - Thống đốc tỉnh Aichi - Đảng Dân chủ Tự do -> Độc lập - 2000-2005                                                                                     |                 |                    |                   |               |        |
| Khu 14 | Các thành phố Toyokawa, Gamagōri và Shinshiro Các huyện Nukata và Kitashitara                                                                                          | 292.069         | Imaeda Sōichirō    |                   | LDP           |        |
| Khu 14 | --- |                 |                    |                   |               |        |
| Khu 15 | Các thành phố Toyohashi và Tahara | 345.133         | Nemoto Yukinori    |                   | LDP           |        |
| Khu 15 | - Murata Keijirō - Chủ tịch Ủy ban Công an Quốc gia - Đảng Dân chủ Tự do - 1996                                                                                        |                 |                    |                   |               |        |
| Khu 16 | Các thành phố Inuyama, Kōnan, Komaki, Kitanagoya Các huyện Nishikasugai và Niwa                                                                                        | 391.616         | Fukuta Toru        |                   | DPP           |        |
| Khu 16 | --- |                 |                    |                   |               |        |

### Gifu(5 khu)
| Khu   | Các khu vực bao gồm | Số lượng cử tri | Đại diện hiện tại  | Đại diện hiện tại | Đảng đại diện | Bản đồ |
| ----- | --- | --------------- | ------------------ | ----------------- | ------------- | ------ |
| Khu 1 | Thành phố Gifu | 334.642         | Noda Seiko         |                   | LDP           |        |
| Khu 1 | - Noda Seiko - Bộ trưởng Nội vụ và Truyền thông - Đảng Dân chủ Tự do - 1996-2005, 2012-nay                                                                                        |                 |                    |                   |               |        |
| Khu 2 | Các thành phố Ōgaki và Kaizu Các quận Yoro, Fuwa, Anpachi và Ibi | 296.036         | Tanahashi Yasufumi |                   | LDP           |        |
| Khu 2 | - Tanahashi Yasufumi - Chủ tịch Ủy ban Công an Quốc gia - Đảng Dân chủ Tự do - 1996-nay                                                                                           |                 |                    |                   |               |        |
| Khu 3 | Các thành phố Seki, Mino, Hashima, Kakamigahara, Yamagata, Mizuho và Motosu Các quận Hashima và Motosu                                                                            | 409.853         | Mutō Yōji          |                   | LDP           |        |
| Khu 3 | - Mutō Kabun - Giám đốc Cơ quan quản lý và điều phối - Đảng Dân chủ Tự do - 1996 - Mutō Yōji - Bộ trưởng Kinh tế, Thương mại và Công nghiệp - Đảng Dân chủ Tự do - 2005, 2012-nay |                 |                    |                   |               |        |
| Khu 4 | Các thành phố Takayama, Minokamo, Kani, Hida, Gujō và Gero Các quận Kamo, Kani và Ōno                                                                                             | 324.264         | Imai Masato        |                   | CDP           |        |
| Khu 4 | - Fujii Takao - Bộ trưởng Giao thông - Đảng Dân chủ Tự do - 1996 - Kaneko Kazuyoshi - Bộ trưởng Đất đai, Hạ tầng, Giao thông và Du lịch - Đảng Dân chủ Tự do - 2000, 2005-2014    |                 |                    |                   |               |        |
| Khu 5 | Các thành phố Tajimi, Nakatsugawa, Mizunami, Ena và Toki | 268.600         | Furuya Keiji       |                   | LDP           |        |
| Khu 5 | - Furuya Keiji - Chủ tịch Ủy ban Công an Quốc gia - Đảng Dân chủ Tự do - 1996-2005, 2012-nay                                                                                      |                 |                    |                   |               |        |

### Mie(4 khu)
| Khu   | Các khu vực bao gồm | Số lượng cử tri | Đại diện hiện tại | Đại diện hiện tại | Đảng đại diện | Bản đồ |
| ----- | --- | --------------- | ----------------- | ----------------- | ------------- | ------ |
| Khu 1 | Các thành phố Tsu và Matsusaka | 355.124         | Tamura Norihisa   |                   | LDP           |        |
| Khu 1 | - Kawasaki Jirō - Bộ trưởng Y tế, Lao động và Phúc lợi - Đảng Dân chủ Tự do - 2000-2005, 2012-2014 - Nakai Hiroshi - Bộ trưởng Nội các Đặc trách - Đảng Dân chủ - 1996, 2009 - Tamura Norihisa - Bộ trưởng Y tế, Lao động và Phúc lợi - Đảng Dân chủ Tự do - 2017-nay |                 |                   |                   |               |        |
| Khu 2 | Các thành phố Yokkaichi (thuộc thẩm quyền của các Trung tâm hành chính các thôn và xã Hinaga, Shigo, Nachi, Shiohama, Oyamada, Kawarada, Mizusawa và Kusunoki), Suzuka, Nabari, Kameyama và Iga                                                                       | 403.835         | Shimono Kosuke    |                   | CDP           |        |
| Khu 2 | - Nakagawa Masaharu - Bộ trưởng Nội các Đặc trách - Đảng Dân chủ - 1996-2005, 2012-2021 |                 |                   |                   |               |        |
| Khu 3 | Các thành phố Yokkaichi (khu vực không thuộc Khu 2), Kuwana, Inabe Các huyện Kuwana, Inaben và Mie | 412.781         | Okada Katsuya     |                   | CDP           |        |
| Khu 3 | - Okada Katsuya - Bộ trưởng Ngoại giao - Đảng Dân chủ -> Đảng Dân chủ Lập hiến - 1996-nay |                 |                   |                   |               |        |
| Khu 4 | Các thành phố Ise, Owase, Toba, Shima, Kumano Các huyện Taki, Watarai, Kitamuro và Minamuro | 288.980         | Suzuki Eikei      |                   | LDP           |        |
| Khu 4 | - Tamura Norihisa - Bộ trưởng Y tế, Lao động và Phúc lợi - Đảng Dân chủ Tự do - 1996-2005 |                 |                   |                   |               |        |

### Shizuoka(8 khu)
| Khu   | Các khu vực bao gồm | Số lượng cử tri | Đại diện hiện tại  | Đại diện hiện tại | Đảng đại diện | Bản đồ |
| ----- | --- | --------------- | ------------------ | ----------------- | ------------- | ------ |
| Khu 1 | Thành phố Shizuoka Các quận Aoi và Suruga | 384.251         | Kamikawa Yōko      |                   | LDP           |        |
| Khu 1 | - Kamikawa Yōko - Bộ trưởng Ngoại giao - Đảng Dân chủ Tự do - 2000, 2005, 2012-nay |                 |                    |                   |               |        |
| Khu 2 | Các thành phố Shimada, Yaizu, Fujieda, Makinohara Huyện Haibara | 375.805         | Ibayashi Tatsunori |                   | LDP           |        |
| Khu 2 | --- |                 |                    |                   |               |        |
| Khu 3 | Các thành phố Iwata, Kakegawa, Fukuroi, Omaezaki và Kikugawa Huyện Shuchi | 373.475         | Koyama Nobuhiro    |                   | CDP           |        |
| Khu 3 | - Yanagisawa Hakuo - Bộ trưởng Y tế, Lao động và Phúc lợi - Đảng Dân chủ Tự do - 1996-2005 |                 |                    |                   |               |        |
| Khu 4 | Thành phố Shizuoka Quận Shimizu Các thành phố Fujinomiya và Fuji (Khu vực Thị trấn Fujikawa cũ) | 315.525         | Tanaka Ken         |                   | DPP           |        |
| Khu 4 | - Mochidzuki Yoshio - Bộ trưởng Môi trường - Đảng Dân chủ Tự do - 1996-2005, 2012-2017 |                 |                    |                   |               |        |
| Khu 5 | Các thành phố Mishima, Fuji (không bao gồm khu vực Thị trấn Fujikawa cũ), Gotemba, Susono Các huyện Tagata và Sunto Thị trấn Oyama | 441.384         | Hosono Gōshi       |                   | LDP           |        |
| Khu 5 | - Saitō Toshitsugu - Bộ trưởng Quốc phòng - Đảng Dân chủ Tự do - 1996-2000 - Hosono Gōshi - Bộ trưởng Nội các Đặc trách - Đảng Dân chủ -> Đảng Dân chủ Tự do - 2003-nay                                                                             |                 |                    |                   |               |        |
| Khu 6 | Các thành phố Numazu, Atami, Itō, Shimoda, Izu và Izunokuni Các huyện Kamo và Sunto Các thị trấn Shimizu và Nagaizumi | 429.759         | Watanabe Shū       |                   | CDP           |        |
| Khu 6 | --- |                 |                    |                   |               |        |
| Khu 7 | Thành phố Hamamatsu Khu Chuo (Khu Nishi/Kita cũ) Thành phố Kosai Các khu Hamana và Tenryu | 314.390         | Kiuchi Minoru      |                   | LDP           |        |
| Khu 7 | - Kumagai Hiroshi - Chánh Văn phòng Nội các - Đảng Tân tiến -> Đảng Dân chủ - 1996 - Katayama Satsuki - Bộ trưởng Nội các Đặc trách - Đảng Dân chủ Tự do - 2005 - Kiuchi Minoru - Bộ trưởng Nội các Đặc trách - Đảng Dân chủ Tự do - 2003, 2009-nay |                 |                    |                   |               |        |
| Khu 8 | Thành phố Hamamatsu Khu Chuo (khu vực không thuộc Khu 7) | 381.526         | Genma Kentarō      |                   | CDP           |        |
| Khu 8 | - Shionoya Ryū - Bộ trưởng Giáo dục, Văn hóa, Thể thao, Khoa học và Công nghệ - Đảng Dân chủ Tự do - 1999, 2003-2005, 2012-2017 |                 |                    |                   |               |        |

## Khối Kinki/Kansai (28 khối ghế)
Khu vực bầu cử khối Kinki (Kansai) (近畿) bầu 29 thành viên theo tỷ lệ, tương ứng với vùng Kinki trừ tỉnh Mie.

### Hyōgo(12 khu)
| Khu    | Các khu vực bao gồm | Số lượng cử tri | Đại diện hiện tại   | Đại diện hiện tại | Đảng đại diện | Bản đồ |
| ------ | --- | --------------- | ------------------- | ----------------- | ------------- | ------ |
| Khu 1  | Thành phố Kōbe Các khu Higashinada, Nada và Chūō | 393.614         | Isaka Nobuhiko      |                   | CDP           |        |
| Khu 1  | - Ishii Hajime - Giám đốc Ủy ban Công an Quốc gia - Đảng Tân tiến -> Đảng Dân chủ - 1996-2000 - Moriyama Masahito - Bộ trưởng Giáo dục, Văn hóa, Thể thao, Khoa học và Công nghệ - Đảng Dân chủ Tự do - 2005, 2012, 2017 |                 |                     |                   |               |        |
| Khu 2  | Thành phố Kōbe Các khu Hyōgo, Kita và Nagata Thành phố Nishinomiya (thuộc thẩm quyền của mỗi chi nhánh Shiose và Yamaguchi)                                                                                              | 382.827         | Akaba Kazuyoshi     |                   | Komeito       |        |
| Khu 2  | - Akaba Kazuyoshi - Bộ trưởng Đất đai, Cơ sở hạ tầng, Giao thông và Du lịch - Đảng Công minh - 1996-2005, 2012-nay |                 |                     |                   |               |        |
| Khu 3  | Thành phố Kōbe Các khu Suma và Tarumi | 310.308         | Seki Yoshihiro      |                   | LDP           |        |
| Khu 3  | --- |                 |                     |                   |               |        |
| Khu 4  | Thành phố Kōbe Khu Nishi Các thành phố Nishiwaki, Miki, Ono, Kasai và Katō Huyện Taka | 415.871         | Fujii Hisayuki      |                   | LDP           |        |
| Khu 4  | - Inoue Kiichi - Bộ trưởng Nội các Đặc trách - Đảng Dân chủ Tự do - 1996-2005 |                 |                     |                   |               |        |
| Khu 5  | Các thành phố Toyooka, một phần của Thành phố Kawanishi, Sanda, Tamba, Sasayama, Yabu, Asago Các huyện Kawabe và Mikata                                                                                                  | 376.241         | Tani Kōichi         |                   | LDP           |        |
| Khu 5  | - Tani Yōichi - Bộ trưởng Nông nghiệp, Lâm nghiệp và Thủy sản - Đảng Dân chủ Tự do - 1996-2000 - Tani Kōichi - Bộ trưởng Nội các Đặc trách - Đảng Dân chủ Tự do - 2003-2005, 2012-nay                                    |                 |                     |                   |               |        |
| Khu 6  | Các thành phố Itami, Takarazuka và Kawanishi (các khu vực không thuộc Khu 5) | 447.163         | Sakurai Shū         |                   | CDP           |        |
| Khu 6  | - Koike Yuriko - Thống đốc Tōkyō - Đảng Tân tiến - 1996-2000 |                 |                     |                   |               |        |
| Khu 7  | Các thành phố Nishinomiya (khu vực không thuộc Khu 2) và Ashiya | 443.704         | Yamada Kenji        |                   | LDP           |        |
| Khu 7  | - Doi Takako - Nghị trưởng Chúng Nghị viện - Đảng Dân chủ Xã hội Nhật Bản - 1996-2000 |                 |                     |                   |               |        |
| Khu 8  | Thành phố Amagasaki | 385.475         | Nakano Hiromasa     |                   | Komeito       |        |
| Khu 8  | - Fuyushiba Tetsuzo - Bộ trưởng Đất đai, Hạ tầng, Giao thông và Du lịch - Đảng Công minh - 1996-2009 |                 |                     |                   |               |        |
| Khu 9  | Các thành phố Akashi, Awaji, Sumoto và Minamiawaji | 362.506         | Nishimura Yasutoshi |                   | Độc lập       |        |
| Khu 9  | - Nishimura Yasutoshi - Bộ trưởng Kinh tế, Thương mại và Công nghiệp - Đảng Dân chủ Tự do -> Độc lập - 2003-nay |                 |                     |                   |               |        |
| Khu 10 | Các thành phố Kakogawa và Takasago Huyện Kako | 345.487         | Tokai Kisaburō      |                   | LDP           |        |
| Khu 10 | - Tokai Kisaburō - Bộ trưởng Giáo dục, Văn hóa, Thể thao, Khoa học và Công nghệ - Đảng Dân chủ Tự do - 2000-2005, 2012-nay                                                                                               |                 |                     |                   |               |        |
| Khu 11 | Thành phố Himeji (khu vực không thuộc Khu 12) | 397.498         | Matsumoto Takeaki   |                   | LDP           |        |
| Khu 11 | - Matsumoto Takeaki - Bộ trưởng Nội vụ và Truyền thông - Đảng Dân chủ -> Đảng Dân chủ Tự do - 2000-2003, 2009-nay |                 |                     |                   |               |        |
| Khu 12 | Các thành phố Aioi, Tatsuno, Akō, Shiso, Himeji (trước đây là Thị trấn Ieshima, Thị trấn Yumesaki, Thị trấn Kodera, khu vực Thị trấn Yasutomi) Các huyện Kanzaki, Ibo, Ako và Sayo                                       | 278.593         | Yamaguchi Tsuyoshi  |                   | LDP           |        |
| Khu 12 | - Yamaguchi Tsuyoshi - Bộ trưởng Môi trường - Đảng Dân chủ -> Đảng Dân chủ Tự do - 2000, 2009-nay |                 |                     |                   |               |        |

### Kyōto(6 khu)
| Khu   | Các khu vực bao gồm | Số lượng cử tri | Đại diện hiện tại | Đại diện hiện tại | Đảng đại diện | Bản đồ |
| ----- | --- | --------------- | ----------------- | ----------------- | ------------- | ------ |
| Khu 1 | Thành phố Kyōto Các quận Kita, Kamigyō, Nakagyō, Shimogyo và Minami | 389.304         | Katsume Yasushi   |                   | LDP           |        |
| Khu 1 | - Ibuki Bunmei - Nghị trưởng Chúng Nghị viện - Đảng Dân chủ Tự do - 1996-2005, 2012-2017                                                                                                |                 |                   |                   |               |        |
| Khu 2 | Thành phố Kyōto Các quận Fushimi, Higashiyama và Yamashina | 261.061         | Maehara Seiji     |                   | Duy tân       |        |
| Khu 2 | - Okuda Mikio - Bộ trưởng Giáo dục - Đảng Dân chủ Tự do - 1996 - Maehara Seiji - Bộ trưởng Nội các Đặc trách - Đảng Dân chủ -> Đảng Dân chủ Quốc dân -> Nhật Bản Duy tân hội - 2000-nay |                 |                   |                   |               |        |
| Khu 3 | Thành phố Kyōto Quận Fushimi Các thành phố Mukō và Nagaokakyō Huyện Otokuni | 351.843         | Izumi Kenta       |                   | CDP           |        |
| Khu 3 | --- |                 |                   |                   |               |        |
| Khu 4 | Thành phố Kyōto Phường Ukyo và Nishikyō Thành phố Kameoka và Nantan Huyện Funai | 392.075         | Kitagami Keirō    |                   | Độc lập       |        |
| Khu 4 | - Nonaka Hiromu - Chánh Văn phòng Nội các - Đảng Dân chủ Tự do - 1996-2000 - Kitagami Keirō - Cố vấn cho Thủ tướng - Đảng Dân chủ -> Độc lập - 2009, 2021                               |                 |                   |                   |               |        |
| Khu 5 | Các thành phố Fukuchiyama, Maizuru, Ayabe, Miyazu và Kyōtango Huyện Yosa | 232.665         | Honda Tarō        |                   | LDP           |        |
| Khu 5 | - Tanigaki Sadakazu - Bộ trưởng Tư pháp - Đảng Dân chủ Tự do - 1996-2014 |                 |                   |                   |               |        |
| Khu 6 | Các thành phố Uji, Jōyō, Yawata, Kyōtanabe, Kizugawa Các huyện Kuze, Tsuzuki và Soraku                                                                                                  | 457.995         | Yamanoi Kazunori  |                   | CDP           |        |
| Khu 6 | --- |                 |                   |                   |               |        |

### Nara(3 khu)
| Khu   | Các khu vực bao gồm | Số lượng cử tri | Đại diện hiện tại | Đại diện hiện tại | Đảng đại diện | Bản đồ |
| ----- | --- | --------------- | ----------------- | ----------------- | ------------- | ------ |
| Khu 1 | Các thành phố Nara (không bao gồm khu vực Làng Tsuge cũ) và Ikoma | 392.515         | Mabuchi Sumio     |                   | CDP           |        |
| Khu 1 | - Takaichi Sanae - Bộ trưởng Nội các Đặc trách - Đảng Tân tiến -> Đảng Dân chủ Tự do - 1996 - Mabuchi Sumio - Bộ trưởng Đất đai, Hạ tầng, Giao thông và Du lịch - Đảng Dân chủ -> Đảng Dân chủ Lập hiến - 2003-2014, 2021 |                 |                   |                   |               |        |
| Khu 2 | Các thành phố Nara (khu vực làng Tsuge cũ), Yamatokōriyama, Tenri và Kashiba Các huyện Yamabe, Isogi và Kitakatsuragi | 380.140         | Takaichi Sanae    |                   | LDP           |        |
| Khu 2 | - Taki Makoto - Bộ trưởng Tư pháp - Đảng Dân chủ - 2003, 2009 - Takaichi Sanae - Bộ trưởng Nội các Đặc trách - Đảng Dân chủ Tự do - 2005, 2012-nay                                                                        |                 |                   |                   |               |        |
| Khu 3 | Các thành phố Yamatotakada, Kashihara, Sakurai, Gojō, Gose, Katsuragi và Uda Các huyện Uda, Takaichi và Yoshino | 348.855         | Taidō Tanose      |                   | LDP           |        |
| Khu 3 | - Okuno Seisuke - Giám đốc Cơ quan Đất đai Quốc gia - Đảng Dân chủ Tự do - 1996-2000 |                 |                   |                   |               |        |

### Ōsaka(19 khu)
| Khu    | Các khu vực bao gồm                                                                                                | Số lượng cử tri | Đại diện hiện tại  | Đại diện hiện tại | Đảng đại diện | Bản đồ |
| ------ | --- | --------------- | ------------------ | ----------------- | ------------- | ------ |
| Khu 1  | Thành phố Ōsaka Các quận Chūō, Nishi, Minato, Tennōji, Naniwa và Higashinari                                       | 439.100         | Inoue Hidetaka     |                   | Duy tân       |        |
| Khu 1  | - Chūma Kōki - Bộ trưởng Nội các Đặc trách - Đảng Dân chủ Tự do - 1996-2005                                        |                 |                    |                   |               |        |
| Khu 2  | Thành phố Ōsaka Các quận Ikuno, Abeno, Higashisumiyoshi và Hirano                                                  | 444.237         | Morishima Tadashi  |                   | Duy tân       |        |
| Khu 2  | --- |                 |                    |                   |               |        |
| Khu 3  | Thành phố Ōsaka Các quận Taisho, Suminoe, Sumiyoshi và Nishinari                                                   | 362.782         | Azuma Tōru         |                   | Duy tân       |        |
| Khu 3  | --- |                 |                    |                   |               |        |
| Khu 4  | Thành phố Ōsaka Các quận Kita, Miyakojima, Fukushima và Jōtō                                                       | 412.948         | Minobe Teruo       |                   | Duy tân       |        |
| Khu 4  | - Nakayama Masaaki - Bộ trưởng Xây dựng - Đảng Dân chủ Tự do - 2000                                                |                 |                    |                   |               |        |
| Khu 5  | Thành phố Ōsaka Các quận Konohana, Nishiyodogawa, Yodogawa, Higashiyodogawa                                        | 432.769         | Umemura Satoshi    |                   | Duy tân       |        |
| Khu 5  | --- |                 |                    |                   |               |        |
| Khu 6  | Thành phố Ōsaka Các quận Asahi và Tsurumi Các thành phố Moriguchi và Kadoma                                        | 388.329         | Nishida Kaoru      |                   | Duy tân       |        |
| Khu 6  | --- |                 |                    |                   |               |        |
| Khu 7  | Các thành phố Suita và Settsu                                                                                      | 387.084         | Okushita Takemitsu |                   | Duy tân       |        |
| Khu 7  | - Fujimura Osamu - Chánh Văn phòng Nội các - Đảng Dân chủ - 1996-2003, 2009                                        |                 |                    |                   |               |        |
| Khu 8  | Các thành phố Toyonaka và Ikeda                                                                                    | 422.582         | Uruma Jōji         |                   | Duy tân       |        |
| Khu 8  | - Nakano Kansei - Giám đốc Ủy ban Công an Quốc gia - Đảng Dân chủ - 1996-2003, 2009                                |                 |                    |                   |               |        |
| Khu 9  | Các thành phố Ibaraki và Minō Huyện Toyono                                                                         | 372.178         | Hagihara Kei       |                   | Duy tân       |        |
| Khu 9  | --- |                 |                    |                   |               |        |
| Khu 10 | Thành phố Takatsuki Huyện Mishima                                                                                  | 319.381         | Ikeshita Taku      |                   | Duy tân       |        |
| Khu 10 | - Tsujimoto Kiyomi - Cố vấn cho Thủ tướng - Đảng Dân chủ - 2000, 2009, 2014-2017                                   |                 |                    |                   |               |        |
| Khu 11 | Các thành phố Hirakata và Katano                                                                                   | 397.201         | Nakatsuka Hiroshi  |                   | Duy tân       |        |
| Khu 11 | - Hirano Hirobumi - Bộ trưởng Giáo dục, Văn hóa, Thể thao, Khoa học và Công nghệ - Đảng Dân chủ - 1996-2009, 2017  |                 |                    |                   |               |        |
| Khu 12 | Các thành phố Neyagawa, Daitō và Shijonawate                                                                       | 336.794         | Fujita Fumitake    |                   | Duy tân       |        |
| Khu 12 | - Tarutoko Shinji - Bộ trưởng Nội vụ và Truyền thông - Đảng Dân chủ - 1996-2003, 2009                              |                 |                    |                   |               |        |
| Khu 13 | Thành phố Higashiōsaka                                                                                             | 398.580         | Iwatani Ryōhei     |                   | Duy tân       |        |
| Khu 13 | - Shiokawa Masajūrō - Bộ trưởng Tài chính - Đảng Dân chủ Tự do - 2000                                              |                 |                    |                   |               |        |
| Khu 14 | Các thành phố Yao, Kashiwara, Habikino và Fujiidera                                                                | 418.190         | Aoyagi Hitoshi     |                   | Duy tân       |        |
| Khu 14 | --- |                 |                    |                   |               |        |
| Khu 15 | Thành phố Sakai Quận Mihara Các thành phố Tondabayashi, Kawachinagano, Matsubara và Ōsakasayama Quận Minamikawachi | 384.931         | Urano Yasuto       |                   | Duy tân       |        |
| Khu 15 | - Takemoto Naokazu - Bộ trưởng Nội các Đặc trách - Đảng Dân chủ Tự do - 1996-2005, 2014-2017                       |                 |                    |                   |               |        |
| Khu 16 | Thành phố Sakai Các quận Sakai, Higashi và Kita                                                                    | 326.003         | Kuroda Masaki      |                   | Duy tân       |        |
| Khu 16 | - Kitagawa Kazuo - Bộ trưởng Đất đai, Hạ tầng, Giao thông và Du lịch - Đảng Công minh - 1996-2005, 2012-2024       |                 |                    |                   |               |        |
| Khu 17 | Thành phố Sakai Các quận Chūō, Nishi và Minami                                                                     | 326.570         | Baba Nobuyuki      |                   | Duy tân       |        |
| Khu 17 | --- |                 |                    |                   |               |        |
| Khu 18 | Các thành phố Kishiwada, Izumiōtsu, Izumi và Takaishi Huyện Senboku                                                | 431.284         | Endō Takashi       |                   | Duy tân       |        |
| Khu 18 | - Nakayama Tarō - Bộ trưởng Ngoại giao - Đảng Dân chủ Tự do - 1996-2005                                            |                 |                    |                   |               |        |
| Khu 19 | Các thành phố Kaizuka, Izumisano, Sennan và Hannan Huyện Sennan                                                    | 301.704         | Itō Nobuhisa       |                   | Duy tân       |        |
| Khu 19 | --- |                 |                    |                   |               |        |

### Shiga(3 khu)
| Khu | Các khu vực bao gồm                                                                                        | Số lượng cử tri | Đại diện hiện tại | Đại diện hiện tại | Đảng đại diện | Bản đồ |
| --- | --- | --------------- | ----------------- | ----------------- | ------------- | ------ |
| Khu 1 | Các thành phố Ōtsu và Takashima                                                                            | 324.984         | Saitō Alex        |                   | Duy tân       |        |
| Khu 1 | - Kawabata Tatsuo - Nghị phó Chúng Nghị viện - Đảng Dân chủ Quốc dân - 1996-2003                           |                 |                   |                   |               |        |
| Khu 2 | Các thành phố Hikone, Nagahama, Ōmihachiman, Higashiōmi và Maibara Các huyện Gamo, Aichi và Inukami        | 434.448         | Ueno Kenichirō    |                   | LDP           |        |
| Khu 2 | - Takemura Masayoshi - Bộ trưởng Tài chính - Tân đảng Sakigake - 1996                                      |                 |                   |                   |               |        |
| Khu 3 | Các thành phố Kusatsu, Moriyama, Rittō, Kōka, Yasu và Konan                                                | 393.201         | Takemura Nobuhide |                   | LDP           |        |
| Khu 3 | - Iwanaga Mineichi - Bộ trưởng Nông nghiệp, Lâm nghiệp và Thủy sản - Đảng Dân chủ Tự do - Khu 3, 1996-2000 |                 |                   |                   |               |        |
| - Iwanaga Mineichi - Bộ trưởng Nông nghiệp, Lâm nghiệp và Thủy sản - Đảng Dân chủ Tự do - Khu 4, 2003-2005 (khu đã giải tán) | |                 |                   |                   |               |        |

### Wakayama(2 khu)
| Khu | Các khu vực bao gồm | Số lượng cử tri | Đại diện hiện tại | Đại diện hiện tại | Đảng đại diện | Bản đồ |
| --- | --- | --------------- | ----------------- | ----------------- | ------------- | ------ |
| Khu 1 | Các thành phố Wakayama, Kinokawa và Iwade | 399.987         | Yamamoto Daichi   |                   | LDP           |        |
| Khu 1 | - Nakanishi Keisuke - Tổng Giám đốc Cơ quan Quốc phòng - Đảng Tân tiến - 1996 |                 |                   |                   |               |        |
| Khu 2 | Các thành phố Kainan, Hashimoto, Arida, Gobō, Tanabe và Shingū Các huyện Kaigusa, Ito, Arita, Hidaka, Nishimura và Higashimuro                                                                           | 386.215         | Sekō Hiroshige    |                   | Độc lập       |        |
| Khu 2 | - Ishida Masatoshi - Bộ trưởng Nội vụ và Truyền thông - Đảng Dân chủ Tự do - 2002-2005, 2012-2024 - Sekō Hiroshige - Bộ trưởng Kinh tế, Thương mại và Công nghiệp - Đảng Dân chủ Tự do -> Độc lập - 2024 |                 |                   |                   |               |        |
| - Nikai Toshihiro - Bộ trưởng Kinh tế, Thương mại và Công nghiệp - Đảng Dân chủ Tự do - Khu 3, 1996-2024 (khu đã giải tán) | |                 |                   |                   |               |        |

## Khối Chugoku (11 khối ghế)
Khu vực bầu cử khối cho Chugoku (中国) bầu 11 thành viên theo tỷ lệ tương ứng với khu vực Chugoku.

### Hiroshima(6 khu)
| Khu | Các khu vực bao gồm | Số lượng cử tri | Đại diện hiện tại | Đại diện hiện tại | Đảng đại diện | Bản đồ |
| --- | --- | --------------- | ----------------- | ----------------- | ------------- | ------ |
| Khu 1 | Thành phố Hiroshima Các khu Naka, Higashi và Minami Các thị trấn Fuchu, Kaita và Saka Huyện Aki | 409.281         | Kishida Fumio     |                   | LDP           |        |
| Khu 1 | - Kishida Fumio - Thủ tướng - Đảng Dân chủ Tự do - 1996-nay |                 |                   |                   |               |        |
| Khu 2 | Các thành phố Hiroshima, Ōtake và Hatsukaichi Các khu Nishi, Saeki | 389.692         | Hiraguchi Hiroshi |                   | LDP           |        |
| Khu 2 | --- |                 |                   |                   |               |        |
| Khu 3 | Các thành phố Hiroshima và Akitakada Các khu Asaminami, Asakita và Aki Huyện Yamagata | 420.354         | Saitō Tetsuo      |                   | Komeito       |        |
| Khu 3 | - Kawai Katsuyuki - Bộ trưởng Tư pháp - Đảng Dân chủ Tự do - 1996, 2005, 2012-2017 - Saitō Tetsuo - Bộ trưởng Môi trường - Đảng Công minh - 2021-nay                                                                           |                 |                   |                   |               |        |
| Khu 4 | Các thành phố Kure, Takehara, Higashihiroshima và Etajima Thị trấn Kumano Các huyện Aki và Toyota | 394.720         | Soramoto Seiki    |                   | Duy tân       |        |
| Khu 4 | - Nakagawa Hidenao - Chánh Văn phòng Nội các - Đảng Dân chủ Tự do - Quận 4, 1996-2005, 2012-2014 |                 |                   |                   |               |        |
| Khu 5 | Các thành phố Mihara, Onomichi, Fuchū, Miyoshi và Shōbara Các huyện Sera và Jinseki | 304.703         | Satō Kōji         |                   | CDP           |        |
| Khu 5 | - Ikeda Yukihiko - Bộ trưởng Quốc phòng - Đảng Dân chủ Tự do - 1996-2003 - Mitani Mitsuo - Cố vấn đặc biệt cho Thủ tướng - Đảng Dân chủ - 2009 - Terada Minoru - Bộ trưởng Tư pháp - Đảng Dân chủ Tự do - 2004-2005, 2012-2024 |                 |                   |                   |               |        |
| Khu 6 | Thành phố Fukuyama | 378.558         | Kobayashi Fumiaki |                   | LDP           |        |
| Khu 6 | - Kamei Shizuka - Bộ trưởng Nội các Đặc trách - Đảng Tân dân - 1996-2014 |                 |                   |                   |               |        |
| - Miyazawa Kiichi - Thủ tướng - Đảng Dân chủ Tự do - Khu 7, 1996 (khu đã giải tán) - Miyazawa Yōichi - Bộ trưởng Kinh tế, Thương mại và Công nghiệp - Đảng Dân chủ Tự do - Khu 7, 2000-2005 (khu đã giải tán) | |                 |                   |                   |               |        |

### Okayama(4 khu)
| Khu | Các khu vực bao gồm | Số lượng cử tri | Đại diện hiện tại | Đại diện hiện tại | Đảng đại diện | Bản đồ |
| --- | --- | --------------- | ----------------- | ----------------- | ------------- | ------ |
| Khu 1 | Các thành phố Okayama, Bizen và Akaiwa Quận Kita Các huyện Wake và Kaga | 327.726         | Aizawa Ichirō     |                   | LDP           |        |
| Khu 1 | --- |                 |                   |                   |               |        |
| Khu 2 | Các thành phố Okayama, Tamano, Setouchi Các quận Naka, Higashi và Minami | 414.197         | Yamashita Takashi |                   | LDP           |        |
| Khu 2 | - Yamashita Takashi - Bộ trưởng Tư pháp - Đảng Dân chủ Tự do - 2012-nay |                 |                   |                   |               |        |
| Khu 3 | Các thành phố Tsuyama, Kasaoka, Ibara, Sōja, Takahashi, Niimi, Maniwa, Mimasaka và Asakuchi Các huyện Asakuchi, Oda, Maniwa, Tomata, Katsuta, Aida và Kume                         | 404.384         | Katō Katsunobu    |                   | Độc lập       |        |
| Khu 3 | - Hiranuma Takeo - Bộ trưởng Kinh tế, Thương mại và Công nghiệp - Đảng Dân chủ Tự do - 1996-2014 - Katō Katsunobu - Chánh Văn phòng Nội các - Đảng Dân chủ Tự do - Khu 3, 2024-nay |                 |                   |                   |               |        |
| Khu 4 | Thành phố Kurashiki Huyện Tsukubo | 403.984         | Yunoki Michiyoshi |                   | CDP           |        |
| Khu 4 | - Hashimoto Ryūtarō - Thủ tướng - Đảng Dân chủ Tự do - 1996-2003 |                 |                   |                   |               |        |
| - Murata Yoshitaka - Chủ tịch Ủy ban Công an Quốc gia - Đảng Dân chủ Tự do - Khu 5, 1996-2005 (khu đã giải tán) - Katō Katsunobu - Chánh Văn phòng Nội các - Đảng Dân chủ Tự do - Khu 5, 2009-2024 (khu đã giải tán) | |                 |                   |                   |               |        |

### Shimane(2 khu)
| Khu   | Các khu vực bao gồm | Số lượng cử tri | Đại diện hiện tại | Đại diện hiện tại | Đảng đại diện | Bản đồ |
| ----- | --- | --------------- | ----------------- | ----------------- | ------------- | ------ |
| Khu 1 | Các thành phố Matsue, Yasugi, Unnan Quận Nita, Quận Iiishi, Quận Oki                                                                 | 256.129         | Kamei Akiko       |                   | CDP           |        |
| Khu 1 | - Hosoda Hiroyuki - Nghị trưởng Chúng Nghị viện - Đảng Dân chủ Tự do - 1996-2023                                                     |                 |                   |                   |               |        |
| Khu 2 | Các thành phố Hamada, Izumo, Masuda, Ōda, Gōtsu Huyện Ochi và Kaashi                                                                 | 293.102         | Takami Yasuhiro   |                   | LDP           |        |
| Khu 2 | - Takeshita Noboru - Thủ tướng - Đảng Dân chủ Tự do - 1996 - Takeshita Wataru - Bộ trưởng Tái thiết - Đảng Dân chủ Tự do - 2000-2017 |                 |                   |                   |               |        |

### Tottori(2 khu)
| Khu   | Các khu vực bao gồm                                                                                         | Số lượng cử tri | Đại diện hiện tại | Đại diện hiện tại | Đảng đại diện | Bản đồ |
| ----- | --- | --------------- | ----------------- | ----------------- | ------------- | ------ |
| Khu 1 | Các thành phố Tottori và Kurayoshi Các huyện Iwami và Yazu Thị trấn Misasa                                  | 226.751         | Ishiba Shigeru    |                   | LDP           |        |
| Khu 1 | - Ishiba Shigeru - Thủ tướng - Đảng Dân chủ Tự do - 1996-nay                                                |                 |                   |                   |               |        |
| Khu 2 | Các thành phố Yonago, Sakaiminato, Các huyện Tohaku, Saihaku và Hino Các thị trấn Yuhama, Kotoura và Hokuei | 230.593         | Akazawa Ryōsei    |                   | LDP           |        |
| Khu 2 | --- |                 |                   |                   |               |        |

### Yamaguchi(3 khu)
| Khu                                                                                | Các khu vực bao gồm | Số lượng cử tri | Đại diện hiện tại | Đại diện hiện tại | Đảng đại diện | Bản đồ |
| ---------------------------------------------------------------------------------- | --- | --------------- | ----------------- | ----------------- | ------------- | ------ |
| Khu 1                                                                              | Các thành phố Ube, Yamaguchi và Hōfu | 388.682         | Kōmura Masahiro   |                   | LDP           |        |
| Khu 1                                                                              | - Kōmura Masahiko - Bộ trưởng Ngoại giao - Đảng Dân chủ Tự do - 1996-2014                                                                             |                 |                   |                   |               |        |
| Khu 2                                                                              | Các thành phố Kudamatsu, Iwakuni, Hikari, Yanai, Shūnan Các huyện Ōshima, Kuga và Kumage                                                              | 382.034         | Kishi Nobuchiyo   |                   | LDP           |        |
| Khu 2                                                                              | - Hiraoka Hideo - Bộ trưởng Tư pháp - Đảng Dân chủ - 2000-2003, 2008-2009 - Kishi Nobuo - Bộ trưởng Quốc phòng - Đảng Dân chủ Tự do - 2012-2022       |                 |                   |                   |               |        |
| Khu 3                                                                              | Các thành phố Shimonoseki, Hagi, Nagato, Mine và San'yō-Onoda Huyện Abu                                                                               | 349.690         | Hayashi Yoshimasa |                   | LDP           |        |
| Khu 3                                                                              | - Kawamura Takeo - Chánh Văn phòng Nội các - Đảng Dân chủ Tự do - 1996-2017 - Hayashi Yoshimasa - Chánh Văn phòng Nội các - Đảng Dân chủ Tự do - 2021 |                 |                   |                   |               |        |
| - Abe Shinzō - Thủ tướng - Đảng Dân chủ Tự do - Khu 4, 1996-2022 (khu đã giải tán) | |                 |                   |                   |               |        |

## Khối Shikoku (6 khối ghế)
Khu vực bầu cử của khối Shikoku (比例四国ブロック) bầu ra 6 thành viên theo tỷ lệ, tương ứng với khu vực Shikoku.

### Ehime(3 khu)
| Khu                                                                                           | Các khu vực bao gồm | Số lượng cử tri | Đại diện hiện tại | Đại diện hiện tại | Đảng đại dện | Bản đồ |
| --------------------------------------------------------------------------------------------- | --- | --------------- | ----------------- | ----------------- | ------------ | ------ |
| Khu 1                                                                                         | Thành phố Matsuyama | 423.562         | Shiozaki Akihisa  |                   | LDP          |        |
| Khu 1                                                                                         | - Shiozaki Yasuhisa - Bộ trưởng Y tế, Lao động và Phúc lợi - Đảng Dân chủ Tự do - 2000-2017                               |                 |                   |                   |              |        |
| Khu 2                                                                                         | Các thành phố Imabari, Niihama, Saijō, Shikokuchūō Huyện Ochi                                                             | 388.615         | Shiraishi Yōichi  |                   | CDP          |        |
| Khu 2                                                                                         | - Murakami Seiichirō - Bộ trưởng Nội vụ và Truyền thông - Đảng Dân chủ Tự do - 1996-2024                                  |                 |                   |                   |              |        |
| Khu 3                                                                                         | Các thành phố Uwajima, Yawatahama, Ōzu, Iyo, Seiyo và Tōon Các huyện Kamiukena, Iyo, Kita, Nishiuwa, Kitauwa và Minamiuwa | 309.635         | Hasegawa Junji    |                   | LDP          |        |
| Khu 3                                                                                         | --- |                 |                   |                   |              |        |
| - Yamamoto Kōichi - Bộ trưởng Môi trường - Đảng Dân chủ Tự do - Khu 4, 2017 (khu đã giải tán) | |                 |                   |                   |              |        |

### Kagawa(3 khu)
| Khu   | Các khu vực bao gồm | Số lượng cử tri | Đại diện hiện tại | Đại diện hiện tại | Đảng đại diện | Bản đồ |
| ----- | --- | --------------- | ----------------- | ----------------- | ------------- | ------ |
| Khu 1 | Thành phố Takamatsu (khu vực thành phố Takamatsu cũ) Các huyện Shōzu và Kagawa | 311.348         | Ogawa Junya       |                   | CDP           |        |
| Khu 1 | - Fujimoto Takao - Bộ trưởng Nông nghiệp, Lâm nghiệp và Thủy sản - Đảng Dân chủ Tự do - 1996 - Hirai Takuya - Bộ trưởng Nội các Đặc trách - Đảng Dân chủ Tự do - 2000-2005, 2012-2017                                     |                 |                   |                   |               |        |
| Khu 2 | Các thành phố Sakaide, Takamatsu (các thị trấn Kokubunji cũ, Kagawa, Konan, Shione, Mure, khu vực Aji) Các thành phố Marugame (Thị trấn Ayaka cũ, khu vực Thị trấn Iiyama), Sanuki, Higashikagawa Các huyện Kida và Ayaka | 254.004         | Tamaki Yūichirō   |                   | DPP           |        |
| Khu 2 | --- |                 |                   |                   |               |        |
| Khu 3 | Các thành phố Marugame (trước đây là Khu vực Thành phố Marugame), Mitoyo, Kan'onji và Zentsūji Huyện Nakatado | 235.220         | Ōno Keitarō       |                   | LDP           |        |
| Khu 3 | - Ōno Yoshinori - Bộ trưởng Quốc phòng - Đảng Dân chủ Tự do - 1996-2009 |                 |                   |                   |               |        |

### Kōchi(2 khu)
| Khu   | Các khu vực bao gồm | Số lượng cử tri | Đại diện hiện tại | Đại diện hiện tại | Đảng đại diện | Bản đồ |
| ----- | --- | --------------- | ----------------- | ----------------- | ------------- | ------ |
| Khu 1 | Thành phố Kōchi (Kamigai, Kochigai, Minamigai, Kitagai, Shimochi, Enoguchi, Odakasaka, Asahigai, Takasu, Nushida, Ichinomiya, Hata, Hatsuzuki, Otsu, Misato, Mt. Godai, Kera, Kagami, Tosa) Các khu vực của mỗi thị trấn lớn ở núi) Các thành phố Muroto, Aki, Nankoku, Kōnan và Kami Các huyện Aki, Nagaoka, Tosa | 305.789         | Nakatani Gen      |                   | LDP           |        |
| Khu 1 | - Fukui Teru - Bộ trưởng Nội các Đặc trách - Đảng Dân chủ Tự do - 1996-2009 - Nakatani Gen - Bộ trưởng Quốc phòng - Đảng Dân chủ Tự do - 2014-nay |                 |                   |                   |               |        |
| Khu 2 | Thành phố Kōchi (khu vực các đường phố chính của Shioe, Asakura, Kamota, Nagahama, Otamitase, Urato và Thị trấn Haruno) Các thành phố Tosa, Susaki, Sukumo, Tosashimizu và Shimanto Các huyện Agawa, Takaoka và Hata                                                                                               | 280.032         | Ozaki Shōjiki     |                   | LDP           |        |
| Khu 2 | - Nakatani Gen - Bộ trưởng Quốc phòng - Đảng Dân chủ Tự do - 1996-2012 - Yamamoto Yuji - Bộ trưởng Nông nghiệp, Lâm nghiệp và Thủy sản - Đảng Dân chủ Tự do - 2014 |                 |                   |                   |               |        |

### Tokushima(2 khu)
| Khu   | Các khu vực bao gồm                                                                            | Số lượng cử tri | Đại diện hiện tại   | Đại diện hiện tại | Đảng đại diện | Bản đồ |
| ----- | ---------------------------------------------------------------------------------------------- | --------------- | ------------------- | ----------------- | ------------- | ------ |
| Khu 1 | Các thành phố Tokushima, Komatsushima và Anan Các huyện Katsuura, Meito, Meizi, Naga và Ama    | 356.051         | Niki Hirobumi       |                   | LDP           |        |
| Khu 1 | - Sengoku Yoshito - Bộ trưởng Tư pháp - Đảng Dân chủ - 1996-2009                               |                 |                     |                   |               |        |
| Khu 2 | Các thành phố Naruto, Yoshinogawa, Awa, Mima, Miyoshi Các huyện Itano, Mima và Miyoshi         | 255.112         | Yamaguchi Shun'ichi |                   | LDP           |        |
| Khu 2 | - Yamaguchi Shun'ichi - Bộ trưởng Nội các Đặc trách - Đảng Dân chủ Tự do - 1996-2005, 2012-nay |                 |                     |                   |               |        |

## Khối Kyūshū (20 khối ghế)
Khu vực bầu cử của khối Kyūshū (九州) bầu 21 thành viên theo tỷ lệ, bao gồm tất cả các quận trên đảo Kyūshū, cũng như tỉnh Okinawa.

### Fukuoka(11 khu)
| Khu    | Các khu vực bao gồm | Số lượng cử tri | Đại diện hiện tại | Đại diện hiện tại | Đảng đại diện | Bản đồ |
| ------ | --- | --------------- | ----------------- | ----------------- | ------------- | ------ |
| Khu 1  | Thành phố Fukuoka Các quận Higashi (khu vực không thuộc khu 4) và Hakata                                                                                                | 436.572         | Inoue Takahiro    |                   | LDP           |        |
| Khu 1  | - Matsumoto Ryū - Bộ trưởng Môi trường - Đảng Dân chủ - 1996-2009 |                 |                   |                   |               |        |
| Khu 2  | Thành phố Fukuoka Các quận Chūō, Minami (khu vực không thuộc khu 5) và Jonan (khu vực không thuộc khu 3)                                                                | 456.687         | Inatomi Shūji     |                   | CDP           |        |
| Khu 2  | - Yamasaki Taku - Bộ trưởng Xây dựng - Đảng Dân chủ Tự do - 1996-2000                                                                                                   |                 |                   |                   |               |        |
| Khu 3  | Thành phố Fukuoka Một phần quận Jonan, các quận Sawara và Nishi Thành phố Itoshima                                                                                      | 447.385         | Koga Atsushi      |                   | LDP           |        |
| Khu 3  | - Ōta Seiichi - Bộ trưởng Nông nghiệp, Lâm nghiệp và Thủy sản - Đảng Dân chủ Tự do - 1996-2000, 2005                                                                    |                 |                   |                   |               |        |
| Khu 4  | Thành phố Fukuoka Một phần của quận Higashi Các thành phố Munakata, Koga, Fukutsu Huyện Kasuya                                                                          | 397.557         | Miyauchi Hideki   |                   | LDP           |        |
| Khu 4  | --- |                 |                   |                   |               |        |
| Khu 5  | Thành phố Fukuoka Một phần của quận Minami Các thành phố Chikushino, Kasuga, Ōnojō, Dazaifu, Asakura và Nakagawa Huyện Asakura                                          | 455.825         | Kurihara Wataru   |                   | LDP           |        |
| Khu 5  | - Harada Yoshiaki - Bộ trưởng Môi trường - Đảng Dân chủ Tự do - 1996-2005, 2012-2017                                                                                    |                 |                   |                   |               |        |
| Khu 6  | Các thành phố Kurume, Ōkawa, Ogōri và Ukiha Các huyện Mitsui và Mizuma                                                                                                  | 371.755         | Hatoyama Jirō     |                   | LDP           |        |
| Khu 6  | - Hatoyama Kunio - Bộ trưởng Nội vụ và Truyền thông - Đảng Dân chủ Tự do - 2005-2014                                                                                    |                 |                   |                   |               |        |
| Khu 7  | Các thành phố Ōmuta, Yanagawa, Yame, Chikugo và Miyama Huyện Yame | 282.933         | Fujimaru Satoshi  |                   | LDP           |        |
| Khu 7  | - Koga Makoto - Bộ trưởng Giao thông - Đảng Dân chủ Tự do - 1996-2009                                                                                                   |                 |                   |                   |               |        |
| Khu 8  | Các thành phố Nōgata, Iizuka, Kama, Nakama và Miyawaka Các huyện Onga, Kurate và Kaho                                                                                   | 344.181         | Asō Tarō          |                   | LDP           |        |
| Khu 8  | - Asō Tarō - Thủ tướng - Đảng Dân chủ Tự do - 1996-nay |                 |                   |                   |               |        |
| Khu 9  | Thành phố Kitakyūshū Các huyện Wakamatsu, Yawatahigashi, Yawatanishi và Tobata                                                                                          | 374.876         | Ogata Rintarō     |                   | Độc lập       |        |
| Khu 9  | --- |                 |                   |                   |               |        |
| Khu 10 | Thành phố Kitakyushu Các huyện Moji, Kokurakita và Kokuraminami | 403.370         | Kii Takashi       |                   | CDP           |        |
| Khu 10 | - Jimi Shōzaburō - Bộ trưởng Nội các Đặc trách - Đảng Dân chủ Tự do - 1996-2003 - Yamamoto Kōzō - Bộ trưởng Nội các Đặc trách - Đảng Dân chủ Tự do - 2012-2017          |                 |                   |                   |               |        |
| Khu 11 | Các thành phố Tagawa, Yukuhashi, Buzen Các huyện Tagawa, Kyoto và Chikjo                                                                                                | 252.612         | Murakami Monobu   |                   | Duy tân       |        |
| Khu 11 | - Yamamoto Kōzō - Bộ trưởng Nội các Đặc trách - Đảng Tân Tiến -> Độc lập - 1996-2000 - Takeda Ryōta - Bộ trưởng Nội vụ và Truyền thông - Đảng Dân chủ Tự do - 2003-2024 |                 |                   |                   |               |        |

### Kagoshima(4 khu)
| Khu   | Các khu vực bao gồm | Số lượng cử tri | Đại diện hiện tại | Đại diện hiện tại | Đảng đại diện | Bản đồ |
| ----- | --- | --------------- | ----------------- | ----------------- | ------------- | ------ |
| Khu 1 | Thành phố Kagoshima (thuộc thẩm quyền của văn phòng chính quyền trung ương, các chi nhánh Ishiki, Yoshino, Yoshida, Matsumoto, Koriyama và Sakurajima) Huyện Kagoshima | 355.609         | Kawauchi Hiroshi  |                   | CDP           |        |
| Khu 1 | - Yasuoka Kiharu - Bộ trưởng Tư pháp - Đảng Dân chủ Tự do - 1996-2005, 2012-2014 |                 |                   |                   |               |        |
| Khu 2 | Thành phố Kagoshima (thuộc khu vực pháp lý chi nhánh Taniyama và Kiiri) Các thành phố Makurazaki, Amami, Ibusuki, Minamisatsuma, Minamikyūshū Huyện Ōshima | 331.155         | Mitazono Satoshi  |                   | Độc lập       |        |
| Khu 2 | --- |                 |                   |                   |               |        |
| Khu 3 | Các thành phố Satsumasendai, Akune, Izumi, Ichikikushikino, Hioki, Isa và Aira Các huyện Satsuma, Izumi và Aira | 313.155         | Noma Takeshi      |                   | CDP           |        |
| Khu 3 | - Matsushita Tadahiro - Bộ trưởng Nội các Đặc trách - Đảng Tân dân - 1996, 2009 - Ozato Yasuhiro - Bộ trưởng Nông nghiệp, Lâm nghiệp và Thủy sản - Đảng Dân chủ Tự do - 2017 |                 |                   |                   |               |        |
| Khu 4 | Các thành phố Kirishima, Kanoya, Nishinoomote, Tarumi, Soo và Shibushi Các huyện Soo, Kimotsuki và Kumage | 319.501         | Moriyama Hiroshi  |                   | LDP           |        |
| Khu 4 | - Ozato Sadatoshi - Giám đốc Cơ quan quản lý và điều phối - Đảng Dân chủ Tự do - 1996-2003 - Ozato Yasuhiro - Bộ trưởng Nông nghiệp, Lâm nghiệp và Thủy sản - Đảng Dân chủ Tự do - 2005-2014 - Moriyama Hiroshi - Bộ trưởng Nông nghiệp, Lâm nghiệp và Thủy sản - Đảng Dân chủ Tự do - 2017-nay |                 |                   |                   |               |        |

### Kumamoto(4 khu)
| Khu   | Các khu vực bao gồm | Số lượng cử tri | Đại diện hiện tại | Đại diện hiện tại | Đảng đại diện | Bản đồ |
| ----- | --- | --------------- | ----------------- | ----------------- | ------------- | ------ |
| Khu 1 | Thành phố Kumamoto (các phường Chuo, Higashi và Kita) | 421.923         | Kihara Minoru     |                   | LDP           |        |
| Khu 1 | - Hosokawa Morihiro - Thủ tướng - Đảng Tân tiến - 1996 |                 |                   |                   |               |        |
| Khu 2 | Bao gồm các phần của thành phố Kumamoto không thuộc Khu 1 (các phường Nishi và Minami), các thành phố Arao và Tamana, và huyện Tamana                                                                | 311.314         | Nishino Daisuke   |                   | LDP           |        |
| Khu 2 | - Noda Tsuyoshi - Giám đốc Ủy ban An toàn Công cộng Quốc gia - Đảng Dân chủ Tự do - 1996-2000, 2005, 2012-2017                                                                                       |                 |                   |                   |               |        |
| Khu 3 | Các thành phố Yamaga, Kikuchi, Aso, Kōshi Các huyện Kikuchi, Aso, Kamimashiki | 313.997         | Sakamoto Tetsushi |                   | LDP           |        |
| Khu 3 | - Matsuoka Toshikatsu - Bộ trưởng Nông nghiệp, Lâm nghiệp và Thủy sản - Đảng Dân chủ Tự do - 1996-2000, 2005 - Sakamoto Tetsushi - Bộ trưởng Nội các Đặc trách - Đảng Dân chủ Tự do - 2003, 2007-nay |                 |                   |                   |               |        |
| Khu 4 | Các thành phố Yatsushiro, Hitoyoshi, Minamata, Amakusa, Uto, Kami-Amakusa, Uki Các huyện Shimomashiki, Yatsushiro, Ashikita, Kuma, Amakusa                                                           | 393.139         | Kaneko Yasushi    |                   | LDP           |        |
| Khu 4 | - Kaneko Yasushi - Bộ trưởng Nội vụ và Truyền thông - Đảng Dân chủ Tự do - 2017-nay |                 |                   |                   |               |        |

### Miyazaki(3 khu)
| Khu   | Các khu vực bao gồm | Số lượng cử tri | Đại diện hiện tại  | Đại diện hiện tại | Đảng đại diện | Bản đồ |
| ----- | --- | --------------- | ------------------ | ----------------- | ------------- | ------ |
| Khu 1 | Thành phố Miyazaki Huyện Higashimaro | 352.630         | Watanabe Sō        |                   | CDP           |        |
| Khu 1 | - Nakayama Nariaki - Bộ trưởng Đất đai, Hạ tầng, Giao thông và Du lịch - Đảng Dân chủ Tự do - 1996-2005                                                                       |                 |                    |                   |               |        |
| Khu 2 | Các thành phố Nobeoka, Hyuga, Saito Các huyện Koyu, Higashiusuki, Nishiusuki                                                                                                  | 266.489         | Etō Taku           |                   | LDP           |        |
| Khu 2 | - Etō Takami - Cựu Bộ trưởng qua đời tại Việt Nam - Đảng Dân chủ Tự do - 1996-2000 - Etō Taku - Bộ trưởng Nông nghiệp, Lâm nghiệp và Thủy sản - Đảng Dân chủ Tự do - 2003-nay |                 |                    |                   |               |        |
| Khu 3 | Các thành phố Miyakonojo, Nichinan, Kobayashi, Kushima, Ebino Các huyện Kitamoroken, Nishimoroken                                                                             | 286.489         | Furukawa Yoshihisa |                   | LDP           |        |
| Khu 3 | - Furukawa Yoshihisa - Bộ trưởng Tư pháp - Đảng Dân chủ Tự do - 2003-nay |                 |                    |                   |               |        |

### Nagasaki(3 khu)
| Khu   | Các khu vực bao gồm | Số lượng cử tri | Đại diện hiện tại | Đại diện hiện tại | Đảng đại diện | Bản đồ |
| ----- | --- | --------------- | ----------------- | ----------------- | ------------- | ------ |
| Khu 1 | Thành phố Nagasaki | 340.151         | Nishioka Hideko   |                   | DPP           |        |
| Khu 1 | - Takagi Yoshiaki - Bộ trưởng Giáo dục, Văn hóa, Thể thao, Khoa học và Công nghệ - Đảng Dân chủ - 2000-2009                                                       |                 |                   |                   |               |        |
| Khu 2 | Các thành phố Shimabara, Isahaya, Ōmura, Tsushima, Iki, Unzen, Minamishimabara Huyện Nishisonogi                                                                  | 400.352         | Katō Ryūshō       |                   | LDP           |        |
| Khu 2 | - Kyūma Fumio - Bộ trưởng Quốc phòng - Đảng Dân chủ Tự do - 1996-2005                                                                                             |                 |                   |                   |               |        |
| Khu 3 | Các thành phố Sasebo, Hirado, Matsuura, Gotō, Saikai Các huyện Higashisonogi, Kitamatsuura, Minamimatsuura                                                        | 352.396         | Kaneko Yōzō       |                   | LDP           |        |
| Khu 3 | - Torashima Kazuo - Bộ trưởng Quốc phòng - Đảng Dân chủ Tự do - 1996-2000 - Yamada Masahiko - Bộ trưởng Nông nghiệp, Lâm nghiệp và Thủy sản - Đảng Dân chủ - 2009 |                 |                   |                   |               |        |

### Ōita(3 khu)
| Khu   | Các khu vực bao gồm                                                                                              | Số lượng cử tri | Đại diện hiện tại | Đại diện hiện tại | Đảng đại diện | Bản đồ |
| ----- | --- | --------------- | ----------------- | ----------------- | ------------- | ------ |
| Khu 1 | Thành phố Ōita (ngoại trừ các thị trấn cũ Saganoseki và Notsuharu).                                              | 385.756         | Kira Shūji        |                   | Độc lập       |        |
| Khu 1 | - Murayama Tomiichi - Thủ tướng - Đảng Dân chủ Xã hội - 1996                                                     |                 |                   |                   |               |        |
| Khu 2 | Phần còn lại của Thành phố Ōita. Thành phố Bungo-ōno, Hita, Saiki, Taketa, Tsukumi, Yufu và Usuki. Huyện Kusu.   | 259.442         | Hirose Ken        |                   | Độc lập       |        |
| Khu 2 | - Etō Seishirō - Bộ trưởng Quốc phòng - Đảng Dân chủ Tự do - 1996-2005, 2012-2024                                |                 |                   |                   |               |        |
| Khu 3 | Thành phố Beppu, Bungotakada, Kitsuki, Nakatsu, Kunisaki và Usa. Huyện Hayami, Higashikunisaki và Nishikunisaki. | 296.325         | Iwaya Takeshi     |                   | LDP           |        |
| Khu 3 | - Iwaya Takeshi - Bộ trưởng Quốc phòng - Đảng Dân chủ Tự do - 2000-2005 và 2012-nay                              |                 |                   |                   |               |        |

### Okinawa(4 khu)
| Khu   | Các khu vực bao gồm | Số lượng cử tri | Đại diện hiện tại | Đại diện hiện tại | Đảng đại diện | Bản đồ |
| ----- | --- | --------------- | ----------------- | ----------------- | ------------- | ------ |
| Khu 1 | Thành phố Naha, Huyện Shimajiri Làng Tokashiki, Zamami, Aguni, Tonaki, Minamidaitō, Kitadaito Thị trấn Kumejima                  | 266.274         | Akamine Seiken    |                   | CPJ           |        |
| Khu 1 | --- |                 |                   |                   |               |        |
| Khu 2 | Thành phố Ginowan và Urasoe. Quận Nakagami.                                                                                      | 295.852         | Arakaki Kunio     |                   | SDP           |        |
| Khu 2 | --- |                 |                   |                   |               |        |
| Khu 3 | Thành phố Nago, Okinawa, Uruma. Huyện Kunigami, Shimajiri Làng Iheya và Izena                                                    | 318.028         | Shimajiri Aiko    |                   | LDP           |        |
| Khu 3 | - Tamaki Denī - Thống đốc Okinawa - Đảng Dân chủ Tự do -> Độc lập - 2009 và 2014-2017                                            |                 |                   |                   |               |        |
| Khu 4 | Thành phố Miyakojima, Ishigaki, Itoman, Tomigusuku và Nanjō. Thị trấn Yonabaru, Haebaru, Yaese. Huyện Miyako, Yaeyama, Shimajiri | 298.085         | Nishime Kōsaburō  |                   | LDP           |        |
| Khu 4 | - Nishime Kōsaburō - Bộ trưởng Tái thiết - Đảng Dân chủ Tự do - 2003-2005, 2012 và 2017-nay                                      |                 |                   |                   |               |        |

### Saga(2 khu)
| Khu   | Các khu vực bao gồm | Số lượng cử tri | Đại diện hiện tại  | Đại diện hiện tại | Đảng đại diện | Bản đồ |
| ----- | --- | --------------- | ------------------ | ----------------- | ------------- | ------ |
| Khu 1 | Thành phố Saga, Tosu và Kanzaki Huyện Miyaki và Kanzaki.                                                                  | 332.403         | Haraguchi Kazuhiro |                   | CDP           |        |
| Khu 1 | - Haraguchi Kazuhiro - Bộ trưởng Nội vụ cà Truyền thông - Đảng Tân tiến -> Đảng Dân chủ - 1996, 2003, 2009 và 2014-nay    |                 |                    |                   |               |        |
| Khu 2 | Thành phố Kashima, Ogi, Imari, Karatsu, Takeo, Ueshino và Taku. Huyện Fujitsu, Kishima, Higashimatsuura và Nishimatsuura. | 344.651         | Ōgushi Hiroshi     |                   | CDP           |        |
| Khu 2 | - Imamura Masahiro - Bộ trưởng Tái thiết - Đảng Dân chủ Tự do -> Độc lập - 1996-2005 và 2012                              |                 |                    |                   |               |        |